# Circuitul ATP 2023
Circuitul ATP 2023 a fost cea de-a 54-a ediție a tenisului profesionist masculin de nivel superior, care s-a jucat de-a lungul anului 2023. Sezonul, care s-a desfășurat în perioada 29 decembrie 2022 până în 27 noiembrie 2023, a inclus 68 de turnee, în marea lor majoritate fiind organizate de Asociația Profesioniștilor din Tenis (ATP). Recompensele sezoniere totale ale circuitelor ATP Tour și ATP Challenger Tour au atins o sumă record de 217,9 milioane de  dolari.
Calendarul circuitului a inclus patru turnee de Grand Slam organizate de Federația Internațională de Tenis (ITF), nouă turnee ATP 1000, treisprezece turnee ATP 500, treizeci și șapte de turnee de nivel ATP 250, Next Generation ATP Finals și Turneul Campionilor. Sezonul a inclus, de asemenea, competiții pe echipe, Cupa Davis, Cupa Laver și ediția inaugurală a competiției mixte United Cup. Durata turneelor Master de la Roma, Madrid și Shanghai a fost extinsă de la opt la douăsprezece zile, după ce numărul jucătorilor la simplu a crescut de la 56 la 96.
Din cauza invaziei Rusiei în Ucraina în februarie 2022, decizia luată de WTA, ATP și ITF privind anularea turneelor planificate pe teritoriul Rusiei și excluderea echipelor naționale ale Rusiei și Belarusului din competiții, a rămas în vigoare. Jucătorii de tenis ruși și belaruși pot continua să concureze pe circuite, dar nu sub steagul Rusiei și Belarusului până la o nouă notificare.
Echivalentul feminin al circuitului masculin este Circuitul WTA 2023.

## Lista cronologică a turneelor
Prezentarea cronologică arată lista turneelor din Circuitul ATP 2023, inclusiv locul de desfășurare, numărul de jucători, suprafața, categoria și finanțarea totală.
| Grand Slam       |
| ATP Finals       |
| ATP Masters 1000 |
| ATP Tour 500     |
| ATP Tour 250     |
| Turnee de echipă |

### Ianuarie
| Săptă mâna    | Turneu | Campioni | Finaliști | Semifinaliști                         | Sfert-finaliști                                                  |
| ------------- | --- | --- | --- | ------------------------------------- | ---------------------------------------------------------------- |
| 2 ian         | United Cup Brisbane, Perth, Sydney, Australia United Cup 7.500.000 $ – Dură – 18 echipe | Statele Unite | Italia | Polonia Grecia                        |                                                                  |
| 2 ian         | Adelaide International 1 Adelaide, Australia ATP 250 642.735 $ – Dură – 32S/16Q/16D Simplu – Dublu | Novak Djokovic 6–7(8–10), 7–6(7–3), 6–4 | Sebastian Korda | Daniil Medvedev Yoshihito Nishioka    | Denis Șapovalov Karen Haceanov Jannik Sinner Alexei Popyrin      |
| 2 ian         | Adelaide International 1 Adelaide, Australia ATP 250 642.735 $ – Dură – 32S/16Q/16D Simplu – Dublu | Lloyd Glasspool Harri Heliövaara 6–3, 7–6(7–3) | Jamie Murray Michael Venus | Daniil Medvedev Yoshihito Nishioka    | Denis Șapovalov Karen Haceanov Jannik Sinner Alexei Popyrin      |
| 2 ian         | Maharashtra Open Pune, India ATP 250 713.495 $ – Dură – 28S/16Q/16D Simplu – Dublu | Tallon Griekspoor 4–6, 7–5, 6–3 | Benjamin Bonzi | Aslan Karațev Botic van de Zandschulp | Marin Čilić Pedro Martínez Filip Krajinović Maximilian Marterer  |
| 2 ian         | Maharashtra Open Pune, India ATP 250 713.495 $ – Dură – 28S/16Q/16D Simplu – Dublu | Sander Gillé Joran Vliegen 6–4, 6–4 | Sriram Balaji Jeevan Nedunchezhiyan | Aslan Karațev Botic van de Zandschulp | Marin Čilić Pedro Martínez Filip Krajinović Maximilian Marterer  |
| 9 ian         | Adelaide International 2 Adelaide, Australia ATP 250 642.735 $ – Dură – 28S/16Q/16D Simplu – Dublu | Kwon Soon-woo 6–4, 3–6, 7–6(7–4) | Roberto Bautista Agut | Thanasi Kokkinakis Jack Draper        | Miomir Kecmanović A Davidovici Fokina Karen Haceanov Mikael Ymer |
| 9 ian         | Adelaide International 2 Adelaide, Australia ATP 250 642.735 $ – Dură – 28S/16Q/16D Simplu – Dublu | Marcelo Arévalo Jean-Julien Rojer Walkover | Ivan Dodig Austin Krajicek | Thanasi Kokkinakis Jack Draper        | Miomir Kecmanović A Davidovici Fokina Karen Haceanov Mikael Ymer |
| 9 ian         | Auckland Open Auckland, Noua Zeelandă ATP 250 713.495 $ – Dură – 28S/16Q/16D Simplu – Dublu | Richard Gasquet 4–6, 6–4, 6–4 | Cameron Norrie | Constant Lestienne Jenson Brooksby    | Laslo Đere David Goffin Quentin Halys Marcos Giron               |
| 9 ian         | Auckland Open Auckland, Noua Zeelandă ATP 250 713.495 $ – Dură – 28S/16Q/16D Simplu – Dublu | Nikola Mektić Mate Pavić 6–4, 6–7(5–7), [10–6] | Nathaniel Lammons Jackson Withrow | Constant Lestienne Jenson Brooksby    | Laslo Đere David Goffin Quentin Halys Marcos Giron               |
| 16 ian 23 ian | Australian Open Melbourne, Australia Grand Slam 76 500.000 A$ Dură – 128S/128Q/64D/32X Simplu – Dublu – Mixt | Novak Djokovic 6–3, 7–6(7–4), 7–6(7–5) | Stefanos Tsitsipas | Karen Haceanov Tommy Paul             | Sebastian Korda Jiří Lehečka Andrei Rubliov Ben Shelton          |
| 16 ian 23 ian | Australian Open Melbourne, Australia Grand Slam 76 500.000 A$ Dură – 128S/128Q/64D/32X Simplu – Dublu – Mixt | Rinky Hijikata Jason Kubler 6–4, 7–6(7–4) | Hugo Nys Jan Zielinski | Karen Haceanov Tommy Paul             | Sebastian Korda Jiří Lehečka Andrei Rubliov Ben Shelton          |
| 16 ian 23 ian | Australian Open Melbourne, Australia Grand Slam 76 500.000 A$ Dură – 128S/128Q/64D/32X Simplu – Dublu – Mixt | Luisa Stefani Rafael Matos 7–6(7–2), 6–2 | Sania Mirza Rohan Bopanna | Karen Haceanov Tommy Paul             | Sebastian Korda Jiří Lehečka Andrei Rubliov Ben Shelton          |
| 30 ian        | Cupa Davis calificări Rijeka, Croația – Dură (i) Tatabánya, Ungaria – Dură (i) Tashkent, Uzbekistan – Dură (i) Trier, Germania – Dură (i) Cota, Columbia – Zgură (i) Oslo, Norvegia – Dură (i) La Serena, Chile – Zgură Seoul, Coreea de Sud – Dură (i) Stockholm, Suedia – Dură (i) Groningen, Țările de Jos – Dură (i) Espoo, Finlanda – Dură (i) Maia, Portugalia – Zgură (i) | Câștigătorii rundei de calificare Croația 3–1 Franța 3–2 Statele Unite 4–0 Elveția 3–2 Marea Britanie 3–1 Serbia 4–0 Chile 3–1 Coreea de Sud 3–2 Suedia 3–1 Țările de Jos 4–1 Finlanda 3–1 Cehia 3–1 | Perdanții rundei de calificare · Austria · Ungaria · Uzbekistan · Germania · Columbia · Norvegia · Kazahstan · Belgia · Bosnia și Herțegovina · Slovacia · Argentina · Portugalia |                                       |                                                                  |

### Februarie
| Săptă mâna | Turneu | Campioni                                             | Finaliști                         | Semifinaliști                               | Sfert-finaliști                                                   |
| ---------- | --- | ---------------------------------------------------- | --------------------------------- | ------------------------------------------- | ----------------------------------------------------------------- |
| 6 feb      | Córdoba Open Córdoba, Argentina ATP 250 713.495 $ – Zgură – 28S/16Q/16D Simplu – Dublu                          | Sebastián Báez 6–1, 3–6, 6–3                         | Federico Coria                    | Hugo Dellien Albert Ramos Viñolas           | JM Cerúndolo Tomás Barrios Vera João Sousa Francisco Cerúndolo    |
| 6 feb      | Córdoba Open Córdoba, Argentina ATP 250 713.495 $ – Zgură – 28S/16Q/16D Simplu – Dublu                          | Máximo González Andrés Molteni 6–4, 6–4              | Sadio Doumbia Fabien Reboul       | Hugo Dellien Albert Ramos Viñolas           | JM Cerúndolo Tomás Barrios Vera João Sousa Francisco Cerúndolo    |
| 6 feb      | Open Sud de France Montpellier, Franța ATP 250 630.705€ – Dură – 28S/16Q/16D Simplu – Dublu                     | Jannik Sinner 7–6(7–3), 6–3                          | Maxime Cressy                     | Holger Rune Arthur Fils                     | Grégoire Barrère Borna Ćorić Quentin Halys Lorenzo Sonego         |
| 6 feb      | Open Sud de France Montpellier, Franța ATP 250 630.705€ – Dură – 28S/16Q/16D Simplu – Dublu                     | Robin Haase Matwé Middelkoop 7–6(7–4), 4–6, [10–6]   | Maxime Cressy Albano Olivetti     | Holger Rune Arthur Fils                     | Grégoire Barrère Borna Ćorić Quentin Halys Lorenzo Sonego         |
| 6 feb      | Dallas Open Dallas, Statele Unite ATP 250 822.175 $ – Dură – 28S/32Q/16D Simplu – Dublu                         | Wu Yibing 6–7(4–7), 7–6(7–3), 7–6(14–12)             | John Isner                        | Taylor Fritz J. J. Wolf                     | Marcos Giron Adrian Mannarino Emilio Gómez Frances Tiafoe         |
| 6 feb      | Dallas Open Dallas, Statele Unite ATP 250 822.175 $ – Dură – 28S/32Q/16D Simplu – Dublu                         | Jamie Murray Michael Venus 1–6, 7–6(7–4), [10–7]     | Nathaniel Lammons Jackson Withrow | Taylor Fritz J. J. Wolf                     | Marcos Giron Adrian Mannarino Emilio Gómez Frances Tiafoe         |
| 13 feb     | Rotterdam Open Rotterdam, Țările de Jos ATP 500 2.224.460 € – Dură – 32S/16Q/16D Simplu – Dublu                 | Daniil Medvedev 5–7, 6–2, 6–2                        | Jannik Sinner                     | Tallon Griekspoor Grigor Dimitrov           | Stan Wawrinka Gijs Brouwer Félix Auger-Aliassime Alex de Minaur   |
| 13 feb     | Rotterdam Open Rotterdam, Țările de Jos ATP 500 2.224.460 € – Dură – 32S/16Q/16D Simplu – Dublu                 | Ivan Dodig Austin Krajicek 7–6(7–5), 2–6, [12–10]    | Rohan Bopanna Matthew Ebden       | Tallon Griekspoor Grigor Dimitrov           | Stan Wawrinka Gijs Brouwer Félix Auger-Aliassime Alex de Minaur   |
| 13 feb     | Argentina Open Buenos Aires, Argentina ATP 250 711.600 $ – Zgură – 28S/32Q/16D Simplu – Dublu                   | Carlos Alcaraz 6–3, 7–5                              | Cameron Norrie                    | Bernabé Zapata Miralles Juan Pablo Varillas | Dušan Lajović Francisco Cerúndolo Lorenzo Musetti TM Etcheverry   |
| 13 feb     | Argentina Open Buenos Aires, Argentina ATP 250 711.600 $ – Zgură – 28S/32Q/16D Simplu – Dublu                   | Simone Bolelli Fabio Fognini 6–2, 6–4                | Nicolás Barrientos Ariel Behar    | Bernabé Zapata Miralles Juan Pablo Varillas | Dušan Lajović Francisco Cerúndolo Lorenzo Musetti TM Etcheverry   |
| 13 feb     | Delray Beach Open Delray Beach, Statele Unite ATP 250 718.245 $ – Dură – 28S/32Q/16D Simplu – Dublu             | Taylor Fritz 6–0, 5–7, 6–2                           | Miomir Kecmanović                 | Mackenzie McDonald Radu Albot               | Adrian Mannarino Michael Mmoh Marcos Giron Tommy Paul             |
| 13 feb     | Delray Beach Open Delray Beach, Statele Unite ATP 250 718.245 $ – Dură – 28S/32Q/16D Simplu – Dublu             | Marcelo Arévalo Jean-Julien Rojer 6–3, 6–4           | Rinky Hijikata Reese Stalder      | Mackenzie McDonald Radu Albot               | Adrian Mannarino Michael Mmoh Marcos Giron Tommy Paul             |
| 20 feb     | Rio Open Rio de Janeiro, Brazilia ATP Tour 500 2.013.940 $ – Zgură – 32S/16Q/16D Simplu – Dublu                 | Cameron Norrie 5–7, 6–4, 7–5                         | Carlos Alcaraz                    | Nicolás Jarry Bernabé Zapata Miralles       | Dušan Lajović Sebastián Báez Albert Ramos Viñolas Hugo Dellien    |
| 20 feb     | Rio Open Rio de Janeiro, Brazilia ATP Tour 500 2.013.940 $ – Zgură – 32S/16Q/16D Simplu – Dublu                 | Máximo González Andrés Molteni 6–1, 7–6(7–3)         | Juan Sebastián Cabal Marcelo Melo | Nicolás Jarry Bernabé Zapata Miralles       | Dušan Lajović Sebastián Báez Albert Ramos Viñolas Hugo Dellien    |
| 20 feb     | Open 13 Marseille, Franța ATP 250 707.510 € – Dură – 28S/16Q/16D Simplu – Dublu                                 | Hubert Hurkacz 6–3, 7–6(7–4)                         | Benjamin Bonzi                    | Alexander Bublik Arthur Fils                | Mikael Ymer Grigor Dimitrov Alex de Minaur Stan Wawrinka          |
| 20 feb     | Santiago González Édouard Roger-Vasselin 4–6, 7–6(7–4), [10–7]                                                  | Nicolas Mahut Fabrice Martin                         |                                   | Alexander Bublik Arthur Fils                | Mikael Ymer Grigor Dimitrov Alex de Minaur Stan Wawrinka          |
| 20 feb     | Qatar Open Doha, Qatar ATP 250 1.377.025 $ – Dură – 28S/16Q/16D Simplu – Dublu                                  | Daniil Medvedev 6–4, 6–4                             | Andy Murray                       | Jiří Lehečka Félix Auger-Aliassime          | Andrei Rubliov Alexandre Müller Christopher O'Connell AD Fokina   |
| 20 feb     | Rohan Bopanna Matthew Ebden 6–7(5–7), 6–4, [10–6]                                                               | Constant Lestienne Botic van de Zandschulp           |                                   | Jiří Lehečka Félix Auger-Aliassime          | Andrei Rubliov Alexandre Müller Christopher O'Connell AD Fokina   |
| 27 feb     | Mexican Open Acapulco, Mexic ATP 500 2.013.940 $ – Dură – 32S/16Q/16D Simplu – Dublu                            | Alex de Minaur 3–6, 6–4, 6–1                         | Tommy Paul                        | Taylor Fritz Holger Rune                    | Mackenzie McDonald Frances Tiafoe Matteo Berrettini Taro Daniel   |
| 27 feb     | Mexican Open Acapulco, Mexic ATP 500 2.013.940 $ – Dură – 32S/16Q/16D Simplu – Dublu                            | Alexander Erler Lucas Miedler 7–6(11–9), 7–6(7–3)    | Nathaniel Lammons Jackson Withrow | Taylor Fritz Holger Rune                    | Mackenzie McDonald Frances Tiafoe Matteo Berrettini Taro Daniel   |
| 27 feb     | Dubai Tennis Championships Dubai, Emiratele Arabe Unite ATP 500 2.855.495 $ – Dură – 32S/16Q/16D Simplu – Dublu | Daniil Medvedev 6–2, 6–2                             | Andrei Rubliov                    | Novak Djokovic Alexander Zverev             | Hubert Hurkacz Borna Ćorić Lorenzo Sonego Botic van de Zandschulp |
| 27 feb     | Dubai Tennis Championships Dubai, Emiratele Arabe Unite ATP 500 2.855.495 $ – Dură – 32S/16Q/16D Simplu – Dublu | Maxime Cressy Fabrice Martin 7–6(7–2), 6–4           | Lloyd Glasspool Harri Heliövaara  | Novak Djokovic Alexander Zverev             | Hubert Hurkacz Borna Ćorić Lorenzo Sonego Botic van de Zandschulp |
| 27 feb     | Chile Open Santiago, Chile ATP 250 642.735 $ – Zgură – 28S/16Q/16D Simplu – Dublu                               | Nicolás Jarry 6–7(5–7), 7–6(7–5), 6–2                | Tomás Martín Etcheverry           | Jaume Munar Sebastián Báez                  | Thiago Monteiro Yannick Hanfmann Laslo Đere Dušan Lajović         |
| 27 feb     | Chile Open Santiago, Chile ATP 250 642.735 $ – Zgură – 28S/16Q/16D Simplu – Dublu                               | Andrea Pellegrino Andrea Vavassori 6–4, 3–6, [12–10] | Thiago Seyboth Wild Matías Soto   | Jaume Munar Sebastián Báez                  | Thiago Monteiro Yannick Hanfmann Laslo Đere Dušan Lajović         |

### Martie
| Săptă mâna    | Turneu | Campioni                                               | Finaliști                     | Semifinaliști                 | Sfert-finaliști                                                       |
| ------------- | --- | ------------------------------------------------------ | ----------------------------- | ----------------------------- | --------------------------------------------------------------------- |
| 8 mar 19 mar  | Indian Wells Masters Indian Wells, Statele Unite ATP 1000 8.800.000 $ – Dură – 96S/48Q/32D Simplu – Dublu | Carlos Alcaraz 6–3, 6–2                                | Daniil Medvedev               | Jannik Sinner Frances Tiafoe  | Félix Auger-Aliassime Taylor Fritz A Davidovici Fokina Cameron Norrie |
| 8 mar 19 mar  | Indian Wells Masters Indian Wells, Statele Unite ATP 1000 8.800.000 $ – Dură – 96S/48Q/32D Simplu – Dublu | Rohan Bopanna Matthew Ebden 6–3, 2–6, [10–8]           | Wesley Koolhof Neal Skupski   | Jannik Sinner Frances Tiafoe  | Félix Auger-Aliassime Taylor Fritz A Davidovici Fokina Cameron Norrie |
| 20 mar 27 mar | Miami Open Miami Gardens, Statele Unite ATP 1000 8.800.000 $ – Dură – 96S/48Q/32D Simplu – Dublu          | Daniil Medvedev 7–5, 6–3                               | Jannik Sinner                 | Carlos Alcaraz Karen Haceanov | Taylor Fritz Emil Ruusuvuori Christopher Eubanks Francisco Cerundolo  |
| 20 mar 27 mar | Miami Open Miami Gardens, Statele Unite ATP 1000 8.800.000 $ – Dură – 96S/48Q/32D Simplu – Dublu          | Santiago González Édouard Roger-Vasselin 7–6(7–4), 7–5 | Austin Krajicek Nicolas Mahut | Carlos Alcaraz Karen Haceanov | Taylor Fritz Emil Ruusuvuori Christopher Eubanks Francisco Cerundolo  |

### Aprilie
| Săptă mâna | Turneu | Campioni                                              | Finaliști                             | Semifinaliști                      | Sfert-finaliști                                                          |
| ---------- | --- | ----------------------------------------------------- | ------------------------------------- | ---------------------------------- | ------------------------------------------------------------------------ |
| 3 aprilie  | U.S. Men's Clay Court Championships Houston, Statele Unite ATP 250 642.735 $ – Zgură – 28S/16Q/16D Simplu – Dublu   | Frances Tiafoe 7–6(7–1), 7–6(8–6)                     | Tomás Martín Etcheverry               | Gijs Brouwer Yannick Hanfmann      | Jason Kubler J. J. Wolf Cristian Garín Tomáš Macháč                      |
| 3 aprilie  | U.S. Men's Clay Court Championships Houston, Statele Unite ATP 250 642.735 $ – Zgură – 28S/16Q/16D Simplu – Dublu   | Max Purcell Jordan Thompson 4–6, 6–4, [10–5]          | Julian Cash Henry Patten              | Gijs Brouwer Yannick Hanfmann      | Jason Kubler J. J. Wolf Cristian Garín Tomáš Macháč                      |
| 3 aprilie  | Grand Prix Hassan II Marrakesh, Maroc ATP 250 562.815 € – Zgură – 28S/16Q/16D Simplu – Dublu                        | Roberto Carballés Baena 4–6, 7–6(7–3), 6–2            | Alexandre Muller                      | Pavel Kotov Dan Evans              | Lorenzo Musetti Christopher O'Connell Tallon Griekspoor Andrea Vavassori |
| 3 aprilie  | Grand Prix Hassan II Marrakesh, Maroc ATP 250 562.815 € – Zgură – 28S/16Q/16D Simplu – Dublu                        | Marcelo Demoliner Andrea Vavassori 6–4, 3–6, [12–10]  | Alexander Erler Lucas Miedler         | Pavel Kotov Dan Evans              | Lorenzo Musetti Christopher O'Connell Tallon Griekspoor Andrea Vavassori |
| 3 aprilie  | Estoril Open Cascais, Portugalia ATP 250 562.815 € – Zgură – 28S/16Q/16D Simplu – Dublu                             | Casper Ruud 6–2, 7–6(7–3)                             | Miomir Kecmanović                     | Quentin Halys Marco Cecchinato     | Sebastián Báez Dominic Thiem A Davidovici Fokina B Zapata Miralles       |
| 3 aprilie  | Estoril Open Cascais, Portugalia ATP 250 562.815 € – Zgură – 28S/16Q/16D Simplu – Dublu                             | Sander Gillé Joran Vliegen 6–3, 6–4                   | Nikola Ćaćić Miomir Kecmanović        | Quentin Halys Marco Cecchinato     | Sebastián Báez Dominic Thiem A Davidovici Fokina B Zapata Miralles       |
| 10 aprilie | Monte-Carlo Masters Roquebrune-Cap-Martin, Franța ATP Masters 1000 5.779.335 € – Zgură – 56S/28Q/28D Simplu – Dublu | Andrei Rubliov 5–7, 6–2, 7–5                          | Holger Rune                           | Jannik Sinner Taylor Fritz         | Lorenzo Musetti Daniil Medvedev Jan-Lennard Struff Stefanos Tsitsipas    |
| 10 aprilie | Monte-Carlo Masters Roquebrune-Cap-Martin, Franța ATP Masters 1000 5.779.335 € – Zgură – 56S/28Q/28D Simplu – Dublu | Ivan Dodig Austin Krajicek 6–0, 4–6, [14–12]          | Romain Arneodo Sam Weissborn          | Jannik Sinner Taylor Fritz         | Lorenzo Musetti Daniil Medvedev Jan-Lennard Struff Stefanos Tsitsipas    |
| 17 aprilie | Barcelona Open Barcelona, Spania ATP 500 2.722.480 € – Zgură – 48S/24Q/16D Simplu – Dublu                           | Carlos Alcaraz 6–3, 6–4                               | Stefanos Tsitsipas                    | Dan Evans Lorenzo Musetti          | A Davidovici Fokina Francisco Cerúndolo Jannik Sinner Alex de Minaur     |
| 17 aprilie | Barcelona Open Barcelona, Spania ATP 500 2.722.480 € – Zgură – 48S/24Q/16D Simplu – Dublu                           | Máximo González Andrés Molteni 6–3, 6–7(8–10), [10–4] | Wesley Koolhof Neal Skupski           | Dan Evans Lorenzo Musetti          | A Davidovici Fokina Francisco Cerúndolo Jannik Sinner Alex de Minaur     |
| 17 aprilie | Srpska Open Banja Luka, Bosnia și Herțegovina ATP 250 562.815 € – Zgură – 28S/16Q/16D Simplu – Dublu                | Dušan Lajović 6–3, 4–6, 6–4                           | Andrei Rubliov                        | Miomir Kecmanović Alex Molčan      | Novak Djokovic Jiří Lehečka Laslo Djere Damir Džumhur                    |
| 17 aprilie | Srpska Open Banja Luka, Bosnia și Herțegovina ATP 250 562.815 € – Zgură – 28S/16Q/16D Simplu – Dublu                | Jamie Murray Michael Venus 7–5, 6–2                   | Francisco Cabral Aleksandr Nedovyesov | Miomir Kecmanović Alex Molčan      | Novak Djokovic Jiří Lehečka Laslo Djere Damir Džumhur                    |
| 17 aprilie | BMW Open München, Germania ATP 250 630.705 € – Zgură – 28S/16Q/16D Simplu – Dublu                                   | Holger Rune 6–4, 1–6, 7–6(7–3)                        | Botic van de Zandschulp               | Christopher O'Connell Taylor Fritz | Cristian Garín Flavio Cobolli Marcos Giron Dominic Thiem                 |
| 17 aprilie | BMW Open München, Germania ATP 250 630.705 € – Zgură – 28S/16Q/16D Simplu – Dublu                                   | Alexander Erler Lucas Miedler 6–3, 6–4                | Kevin Krawietz Tim Pütz               | Christopher O'Connell Taylor Fritz | Cristian Garín Flavio Cobolli Marcos Giron Dominic Thiem                 |
| 24 aprilie | Madrid Open Madrid, Spania ATP Masters 1000 7.705.780 € – Zgură – 56S/28Q/28D Simplu – Dublu                        | Carlos Alcaraz 6–4, 3–6, 6–3                          | Jan-Lennard Struff                    | Borna Ćorić Aslan Karațev          | Karen Haceanov Daniel Altmaier Stefanos Tsitsipas Zhang Zhizhen          |
| 24 aprilie | Madrid Open Madrid, Spania ATP Masters 1000 7.705.780 € – Zgură – 56S/28Q/28D Simplu – Dublu                        | Karen Haceanov Andrei Rubliov 6–3, 3–6, [10–3]        | Rohan Bopanna Matthew Ebden           | Borna Ćorić Aslan Karațev          | Karen Haceanov Daniel Altmaier Stefanos Tsitsipas Zhang Zhizhen          |

### Mai
| Săptă mâna     | Turneu                                                                                      | Campioni                                      | Finaliști                           | Semifinaliști                    | Sfert-finaliști                                                 |
| -------------- | ------------------------------------------------------------------------------------------- | --------------------------------------------- | ----------------------------------- | -------------------------------- | --------------------------------------------------------------- |
| 8 mai 15 mai   | Italian Open Roma, Italia ATP Masters 1000 7.705.780 € – Zgură – 56S/28Q/32D Simplu – Dublu | Daniil Medvedev 7–5, 7–5                      | Holger Rune                         | Casper Ruud Stefanos Tsitsipas   | Novak Djokovic Francisco Cerúndolo Yannick Hanfmann Borna Ćorić |
| 8 mai 15 mai   | Italian Open Roma, Italia ATP Masters 1000 7.705.780 € – Zgură – 56S/28Q/32D Simplu – Dublu | Hugo Nys Jan Zieliński 7–5, 6–1               | Robin Haase Botic van de Zandschulp | Casper Ruud Stefanos Tsitsipas   | Novak Djokovic Francisco Cerúndolo Yannick Hanfmann Borna Ćorić |
| 22 mai         | Geneva Open Geneva, Elveția ATP 250 562.815 € – Zgură – 28S/16Q/16D Simplu – Dublu          | Nicolás Jarry 7–6(7–1), 6–1                   | Grigor Dimitrov                     | Alexander Zverev Taylor Fritz    | Casper Ruud Wu Yibing Christopher O'Connell Ilia Ivașka         |
| 22 mai         | Geneva Open Geneva, Elveția ATP 250 562.815 € – Zgură – 28S/16Q/16D Simplu – Dublu          | Jamie Murray Michael Venus 7–6(8–6), 7–6(7–3) | Marcel Granollers Horacio Zeballos  | Alexander Zverev Taylor Fritz    | Casper Ruud Wu Yibing Christopher O'Connell Ilia Ivașka         |
| 22 mai         | Lyon Open Lyon, Franța ATP 250 562.815 € – Zgură – 28S/16Q/16D Simplu – Dublu               | Arthur Fils 6–3, 7–5                          | Francisco Cerúndolo                 | Brandon Nakashima Cameron Norrie | Félix Auger-Aliassime Tommy Paul Jack Draper Sebastián Báez     |
| 22 mai         | Lyon Open Lyon, Franța ATP 250 562.815 € – Zgură – 28S/16Q/16D Simplu – Dublu               | Rajeev Ram Joe Salisbury 6–0, 6–3             | Nicolas Mahut Matwé Middelkoop      | Brandon Nakashima Cameron Norrie | Félix Auger-Aliassime Tommy Paul Jack Draper Sebastián Báez     |
| 29 mai 5 iunie | French Open Paris, Franța Grand Slam € – Zgură 128S/128Q/64D/32X Simplu – Dublu – Mixt      | Novak Djokovic 7–6(7–1), 6–3, 7–5             | Casper Ruud                         | Carlos Alcaraz Alexander Zverev  | Stefanos Tsitsipas Karen Haceanov Holger Rune TM Etcheverry     |
| 29 mai 5 iunie | French Open Paris, Franța Grand Slam € – Zgură 128S/128Q/64D/32X Simplu – Dublu – Mixt      | Ivan Dodig Austin Krajicek 6–3, 6–1           | Sander Gillé Joran Vliegen          | Carlos Alcaraz Alexander Zverev  | Stefanos Tsitsipas Karen Haceanov Holger Rune TM Etcheverry     |
| 29 mai 5 iunie | French Open Paris, Franța Grand Slam € – Zgură 128S/128Q/64D/32X Simplu – Dublu – Mixt      | Miyu Kato Tim Pütz 4–6, 6–4, [10–6]           | Bianca Andreescu Michael Venus      | Carlos Alcaraz Alexander Zverev  | Stefanos Tsitsipas Karen Haceanov Holger Rune TM Etcheverry     |

### Iunie
| Săptă mâna | Turneu | Campioni                                         | Finaliști                            | Semifinaliști                       | Sfert-finaliști                                                    |
| ---------- | --- | ------------------------------------------------ | ------------------------------------ | ----------------------------------- | ------------------------------------------------------------------ |
| 12 iunie   | Rosmalen Grass Court Championships 's-Hertogenbosch, Țările de Jos ATP 250 673.630 € – Iarbă – 28S/16Q/16D Simplu – Dublu | Tallon Griekspoor 6–7(4–7), 7–6(7–3), 6–3        | Jordan Thompson                      | Rinky Hijikata Emil Ruusuvuori      | Richard Gasquet Christopher O'Connell Lorenzo Musetti Taylor Fritz |
| 12 iunie   | Rosmalen Grass Court Championships 's-Hertogenbosch, Țările de Jos ATP 250 673.630 € – Iarbă – 28S/16Q/16D Simplu – Dublu | Wesley Koolhof Neal Skupski 7–6(7–1), 6–2        | Gonzalo Escobar Aleksandr Nedovyesov | Rinky Hijikata Emil Ruusuvuori      | Richard Gasquet Christopher O'Connell Lorenzo Musetti Taylor Fritz |
| 12 iunie   | Stuttgart Open Stuttgart, Germania ATP 250 718.410 € – Iarbă – 28S/16Q/16D Simplu – Dublu                                 | Frances Tiafoe 4–6, 7–6(7–1), 7–6(10–8)          | Jan-Lennard Struff                   | Hubert Hurkacz Márton Fucsovics     | Adrian Mannarino Mackenzie McDonald Alex de Minaur Jannik Sinner   |
| 12 iunie   | Stuttgart Open Stuttgart, Germania ATP 250 718.410 € – Iarbă – 28S/16Q/16D Simplu – Dublu                                 | Nikola Mektić Mate Pavić 7–6(7–2), 6–3           | Kevin Krawietz Tim Pütz              | Hubert Hurkacz Márton Fucsovics     | Adrian Mannarino Mackenzie McDonald Alex de Minaur Jannik Sinner   |
| 19 iunie   | Halle Open Halle, Germania ATP 500 2.195.175 € – Iarbă – 32S/24Q/24D Simplu – Dublu                                       | Alexander Bublik 6–3, 3–6, 6–3                   | Andrei Rubliov                       | R Bautista Agut Alexander Zverev    | Daniil Medvedev Tallon Griekspoor Jannik Sinner Nicolás Jarry      |
| 19 iunie   | Halle Open Halle, Germania ATP 500 2.195.175 € – Iarbă – 32S/24Q/24D Simplu – Dublu                                       | Marcelo Melo John Peers 7–6(7–3), 3–6, [10–6]    | Simone Bolelli Andrea Vavassori      | R Bautista Agut Alexander Zverev    | Daniil Medvedev Tallon Griekspoor Jannik Sinner Nicolás Jarry      |
| 19 iunie   | Queen's Club Championships Londra, Marea Britanie ATP 500 2.195.175 € – Iarbă – 32S/16Q/24D Simplu – Dublu                | Carlos Alcaraz 6–4, 6–4                          | Alex de Minaur                       | Sebastian Korda Holger Rune         | Grigor Dimitrov Cameron Norrie Adrian Mannarino Lorenzo Musetti    |
| 19 iunie   | Queen's Club Championships Londra, Marea Britanie ATP 500 2.195.175 € – Iarbă – 32S/16Q/24D Simplu – Dublu                | Ivan Dodig Austin Krajicek 6–4, 6–7(5–7), [10–3] | Taylor Fritz Jiří Lehečka            | Sebastian Korda Holger Rune         | Grigor Dimitrov Cameron Norrie Adrian Mannarino Lorenzo Musetti    |
| 26 iunie   | Eastbourne International Eastbourne, Marea Britanie ATP 250 723.655 € – Iarbă – 28S/16Q/16D Simplu – Dublu                | Francisco Cerúndolo 6–4, 1–6, 6–4                | Tommy Paul                           | Mackenzie McDonald Grégoire Barrère | Mikael Ymer Zhang Zhizhen Miomir Kecmanović J. J. Wolf             |
| 26 iunie   | Eastbourne International Eastbourne, Marea Britanie ATP 250 723.655 € – Iarbă – 28S/16Q/16D Simplu – Dublu                | Nikola Mektić Mate Pavić 6–4, 6–2                | Ivan Dodig Austin Krajicek           | Mackenzie McDonald Grégoire Barrère | Mikael Ymer Zhang Zhizhen Miomir Kecmanović J. J. Wolf             |
| 26 iunie   | Mallorca Open Mallorca, Spania ATP 250 915.630 € – Iarbă – 28S/16Q/16D Simplu – Dublu                                     | Christopher Eubanks 6–1, 6–4                     | Adrian Mannarino                     | Yannick Hanfmann Lloyd Harris       | Feliciano López Corentin Moutet Arthur Rinderknech Pavel Kotov     |
| 26 iunie   | Mallorca Open Mallorca, Spania ATP 250 915.630 € – Iarbă – 28S/16Q/16D Simplu – Dublu                                     | Yuki Bhambri Lloyd Harris 6–3, 6–4               | Robin Haase Philipp Oswald           | Yannick Hanfmann Lloyd Harris       | Feliciano López Corentin Moutet Arthur Rinderknech Pavel Kotov     |

### Iulie
| Săptă mâna       | Turneu                                                                                                   | Campioni                                             | Finaliști                            | Semifinaliști                            | Sfert-finaliști                                                  |
| ---------------- | --- | ---------------------------------------------------- | ------------------------------------ | ---------------------------------------- | ---------------------------------------------------------------- |
| 3 iulie 10 iulie | Wimbledon Londra, Regatul Unit Grand Slam 44.700.000 £ – Iarbă – 128S/128Q/64D/32X Simplu – Dublu – Mixt | Carlos Alcaraz 1–6, 7–6(8–6), 6–1, 3–6, 6–4          | Novak Djokovic                       | Daniil Medvedev Jannik Sinner            | Holger Rune Christopher Eubanks Roman Safiullin Andrei Rubliov   |
| 3 iulie 10 iulie | Wimbledon Londra, Regatul Unit Grand Slam 44.700.000 £ – Iarbă – 128S/128Q/64D/32X Simplu – Dublu – Mixt | Wesley Koolhof Neal Skupski 6–4, 6–4                 | Marcel Granollers Horacio Zeballos   |                                          | Holger Rune Christopher Eubanks Roman Safiullin Andrei Rubliov   |
| 3 iulie 10 iulie | Wimbledon Londra, Regatul Unit Grand Slam 44.700.000 £ – Iarbă – 128S/128Q/64D/32X Simplu – Dublu – Mixt | Liudmila Kicenok Mate Pavić 6–4, 6–7(9–11), 6–3      | Xu Yifan Joran Vliegen               |                                          | Holger Rune Christopher Eubanks Roman Safiullin Andrei Rubliov   |
| 17 iulie         | Cupa Hopman Nice, Franța Campionatele ITF pe echipe mixte Zgură – 6 echipe (RR)                          | Croația 2–0                                          | Elveția                              | Round robin (Grupa 1) Danemarca · Franța | Round robin (Grupa 2) Belgia · Spania                            |
| 17 iulie         | Hall of Fame Open Newport, Statele Unite ATP 250 642.735 $ – Iarbă – 28S/16Q/16D Simplu – Dublu          | Adrian Mannarino 6–2, 6–4                            | Alex Michelsen                       | John Isner Ugo Humbert                   | Tommy Paul Mackenzie McDonald Kevin Anderson Jordan Thompson     |
| 17 iulie         | Hall of Fame Open Newport, Statele Unite ATP 250 642.735 $ – Iarbă – 28S/16Q/16D Simplu – Dublu          | Nathaniel Lammons Jackson Withrow 6–3, 5–7, [10–5]   | William Blumberg Max Purcell         | John Isner Ugo Humbert                   | Tommy Paul Mackenzie McDonald Kevin Anderson Jordan Thompson     |
| 17 iulie         | Swedish Open Båstad, Suedia ATP 250 562.815 € – Zgură – 28S/16Q/16D Simplu – Dublu                       | Andrei Rubliov 7–6(7–3), 6–0                         | Casper Ruud                          | Lorenzo Musetti Francisco Cerúndolo      | Sebastian Ofner Filip Misolic Federico Coria Alexander Zverev    |
| 17 iulie         | Swedish Open Båstad, Suedia ATP 250 562.815 € – Zgură – 28S/16Q/16D Simplu – Dublu                       | Gonzalo Escobar Aleksandr Nedovyesov 6–2, 6–2        | Francisco Cabral Rafael Matos        | Lorenzo Musetti Francisco Cerúndolo      | Sebastian Ofner Filip Misolic Federico Coria Alexander Zverev    |
| 17 iulie         | Swiss Open Gstaad, Elveția ATP 250 562.815 € – Zgură – 28S/16Q/16D Simplu – Dublu                        | Pedro Cachin 3–6, 6–0, 7–5                           | Albert Ramos Viñolas                 | Hamad Medjedovic Miomir Kecmanović       | Jaume Munar Yannick Hanfmann Juan Pablo Varillas Zizou Bergs     |
| 17 iulie         | Swiss Open Gstaad, Elveția ATP 250 562.815 € – Zgură – 28S/16Q/16D Simplu – Dublu                        | Dominic Stricker Stan Wawrinka 7–6(10–8), 6–2        | Marcelo Demoliner Matwé Middelkoop   | Hamad Medjedovic Miomir Kecmanović       | Jaume Munar Yannick Hanfmann Juan Pablo Varillas Zizou Bergs     |
| 24 iulie         | Hamburg Open Hamburg, Germania ATP 500 1.831.515 € – Zgură – 48S/24Q/16D Simplu – Dublu                  | Alexander Zverev 7–5, 6–3                            | Laslo Djere                          | Arthur Fils Zhang Zhizhen                | Casper Ruud Luca Van Assche Lorenzo Musetti Daniel Altmaier      |
| 24 iulie         | Hamburg Open Hamburg, Germania ATP 500 1.831.515 € – Zgură – 48S/24Q/16D Simplu – Dublu                  | Kevin Krawietz Tim Pütz 7–6(7–4), 6–3                | Sander Gillé Joran Vliegen           | Arthur Fils Zhang Zhizhen                | Casper Ruud Luca Van Assche Lorenzo Musetti Daniel Altmaier      |
| 24 iulie         | Croatia Open Umag, Croația ATP 250 562.815 € – Zgură – 28S/16Q/16D Simplu – Dublu                        | Alexei Popyrin 6–7(5–7), 6–3, 6–4                    | Stan Wawrinka                        | Matteo Arnaldi Lorenzo Sonego            | Jiří Lehečka Dino Prižmić Roberto Carballés Baena Jaume Munar    |
| 24 iulie         | Croatia Open Umag, Croația ATP 250 562.815 € – Zgură – 28S/16Q/16D Simplu – Dublu                        | Blaž Rola Nino Serdarušić 4–6, 7–6(7–2), [15–13]     | Simone Bolelli Andrea Vavassori      | Matteo Arnaldi Lorenzo Sonego            | Jiří Lehečka Dino Prižmić Roberto Carballés Baena Jaume Munar    |
| 24 iulie         | Atlanta Open Atlanta, Statele Unite ATP 250 822.715 $ – Dură – 28S/16Q/16D Simplu – Dublu                | Taylor Fritz 7–5, 6–7(5–7), 6–4                      | Aleksandar Vukic                     | J. J. Wolf Ugo Humbert                   | Kei Nishikori Dominik Koepfer Christopher Eubanks Alex de Minaur |
| 24 iulie         | Atlanta Open Atlanta, Statele Unite ATP 250 822.715 $ – Dură – 28S/16Q/16D Simplu – Dublu                | Nathaniel Lammons Jackson Withrow 7–6(7–3), 7–6(7–4) | Max Purcell Jordan Thompson          | J. J. Wolf Ugo Humbert                   | Kei Nishikori Dominik Koepfer Christopher Eubanks Alex de Minaur |
| 31 iulie         | Washington Open Washington, Statele Unite ATP 500 2.013.940 $ – Dură – 48S/24Q/16D Simplu – Dublu        | Dan Evans 7–5, 6–3                                   | Tallon Griekspoor                    | Taylor Fritz Grigor Dimitrov             | Jordan Thompson J. J. Wolf Ugo Humbert Frances Tiafoe            |
| 31 iulie         | Washington Open Washington, Statele Unite ATP 500 2.013.940 $ – Dură – 48S/24Q/16D Simplu – Dublu        | Máximo González Andrés Molteni 6–7(4–7), 6–2, [10–6] | Mackenzie McDonald Ben Shelton       | Taylor Fritz Grigor Dimitrov             | Jordan Thompson J. J. Wolf Ugo Humbert Frances Tiafoe            |
| 31 iulie         | Austrian Open Kitzbühel Kitzbühel, Austria ATP 250 534.555 € – Zgură – 28S/16Q/16D Simplu – Dublu        | Sebastián Báez 6–3, 6–1                              | Dominic Thiem                        | Tomás Martín Etcheverry Laslo Djere      | Daniel Elahi Galán Alex Molčan Pedro Cachin Arthur Rinderknech   |
| 31 iulie         | Austrian Open Kitzbühel Kitzbühel, Austria ATP 250 534.555 € – Zgură – 28S/16Q/16D Simplu – Dublu        | Alexander Erler Lucas Miedler 6–4, 6–4               | Gonzalo Escobar Aleksandr Nedovyesov | Tomás Martín Etcheverry Laslo Djere      | Daniel Elahi Galán Alex Molčan Pedro Cachin Arthur Rinderknech   |
| 31 iulie         | Los Cabos Open Los Cabos, Mexic ATP 250 852.480 $ – Dură – 28S/16Q/16D Simplu – Dublu                    | Stefanos Tsitsipas 6–3, 6–4                          | Alex de Minaur                       | Borna Ćorić Dominik Koepfer              | Nicolás Jarry Ilia Ivașka Tommy Paul Aleksandar Kovacevic        |
| 31 iulie         | Los Cabos Open Los Cabos, Mexic ATP 250 852.480 $ – Dură – 28S/16Q/16D Simplu – Dublu                    | Santiago González Édouard Roger-Vasselin 6–4, 7–5    | Andrew Harris Dominik Koepfer        | Borna Ćorić Dominik Koepfer              | Nicolás Jarry Ilia Ivașka Tommy Paul Aleksandar Kovacevic        |

### August
| Săptă mâna       | Turneu | Campioni                                        | Finaliști                      | Semifinaliști                          | Sfert-finaliști                                                |
| ---------------- | --- | ----------------------------------------------- | ------------------------------ | -------------------------------------- | -------------------------------------------------------------- |
| 7 august         | Canadian Open Toronto, Canada ATP Masters 1000 6.600.000 $ – Dură – 56S/28Q/32D Simplu – Dublu                | Jannik Sinner 6–4, 6–1                          | Alex de Minaur                 | Tommy Paul Alejandro Davidovich Fokina | Carlos Alcaraz Gaël Monfils Mackenzie McDonald Daniil Medvedev |
| 7 august         | Canadian Open Toronto, Canada ATP Masters 1000 6.600.000 $ – Dură – 56S/28Q/32D Simplu – Dublu                | Marcelo Arévalo Jean-Julien Rojer 6–3, 6–1      | Rajeev Ram Joe Salisbury       | Tommy Paul Alejandro Davidovich Fokina | Carlos Alcaraz Gaël Monfils Mackenzie McDonald Daniil Medvedev |
| 14 august        | Cincinnati Masters Cincinnati, Statele Unite ATP Masters 1000 6.600.000 $ – Dură – 56S/28Q/32D Simplu – Dublu | Novak Djokovic 5–7, 7–6(9–7), 7–6(7–4)          | Carlos Alcaraz                 | Hubert Hurkacz Alexander Zverev        | Max Purcell Alexei Popyrin Adrian Mannarino Taylor Fritz       |
| 14 august        | Cincinnati Masters Cincinnati, Statele Unite ATP Masters 1000 6.600.000 $ – Dură – 56S/28Q/32D Simplu – Dublu | Máximo González Andrés Molteni 3–6, 6–1, [11–9] | Jamie Murray Michael Venus     | Hubert Hurkacz Alexander Zverev        | Max Purcell Alexei Popyrin Adrian Mannarino Taylor Fritz       |
| 21 august        | Winston-Salem Open Winston-Salem, Statele Unite ATP 250 760.930 $ – Dură – 28S/16Q/16D Simplu – Dublu         | Sebastián Báez 6–4, 6–3                         | Jiří Lehečka                   | Borna Ćorić Sebastian Korda            | Juan Manuel Cerúndolo Laslo Djere Richard Gasquet Max Purcell  |
| 21 august        | Winston-Salem Open Winston-Salem, Statele Unite ATP 250 760.930 $ – Dură – 28S/16Q/16D Simplu – Dublu         | Nathaniel Lammons Jackson Withrow 6–3, 6–4      | Lloyd Glasspool Neal Skupski   | Borna Ćorić Sebastian Korda            | Juan Manuel Cerúndolo Laslo Djere Richard Gasquet Max Purcell  |
| 28 august 10 sep | US Open New York City, Statele Unite Grand Slam 65.000.000 $ Dură – 128S/128Q/64D/32X Simplu – Dublu – Mixt   | Novak Djokovic 6–3, 7–6(7–5), 6–3               | Daniil Medvedev                | Carlos Alcaraz Ben Shelton             | Alexander Zverev Andrei Rubliov Frances Tiafoe Taylor Fritz    |
| 28 august 10 sep | US Open New York City, Statele Unite Grand Slam 65.000.000 $ Dură – 128S/128Q/64D/32X Simplu – Dublu – Mixt   | Rajeev Ram Joe Salisbury 2–6, 6–3, 6–4          | Rohan Bopanna Matthew Ebden    | Carlos Alcaraz Ben Shelton             | Alexander Zverev Andrei Rubliov Frances Tiafoe Taylor Fritz    |
| 28 august 10 sep | US Open New York City, Statele Unite Grand Slam 65.000.000 $ Dură – 128S/128Q/64D/32X Simplu – Dublu – Mixt   | Anna Danilina Harri Heliövaara 6–3, 6–4         | Jessica Pegula Austin Krajicek | Carlos Alcaraz Ben Shelton             | Alexander Zverev Andrei Rubliov Frances Tiafoe Taylor Fritz    |

### Septembrie
| Săptă mâna | Turneu                                                                                   | Campioni                                             | Finaliști                         | Semifinaliști                    | Sfert-finaliști                                                              |
| ---------- | ---------------------------------------------------------------------------------------- | ---------------------------------------------------- | --------------------------------- | -------------------------------- | ---------------------------------------------------------------------------- |
| 11 sep     | Cupa Davis Faza grupelor Dură – 16 echipe                                                | Canada Marea Britanie Republica Cehă Țările de Jos   | Italia Australia Serbia Finlanda  |                                  |                                                                              |
| 18 sep     | Cupa Laver Vancouver, Canada Dură                                                        | Echipa Restul Lumii 13–2                             | Echipa Europa                     |                                  |                                                                              |
| 18 sep     | Chengdu Open Chengdu, China ATP 250 1.152.805 $ – Dură – 28S/16Q/16D Simplu – Dublu      | Alexander Zverev 6–7(2–7), 7–6(7–5), 6–3             | Roman Safiullin                   | Grigor Dimitrov Lorenzo Musetti  | Miomir Kecmanovic Christopher O'Connell Jordan Thompson Arthur Rinderknech   |
| 18 sep     | Chengdu Open Chengdu, China ATP 250 1.152.805 $ – Dură – 28S/16Q/16D Simplu – Dublu      | Sadio Doumbia Fabien Reboul 4–6, 7–5, [10–7]         | Francisco Cabral Rafael Matos     | Grigor Dimitrov Lorenzo Musetti  | Miomir Kecmanovic Christopher O'Connell Jordan Thompson Arthur Rinderknech   |
| 18 sep     | Zhuhai Championships Zhuhai, China ATP 250 981.785 $ – Dură – 28S/16Q/16D Simplu – Dublu | Karen Haceanov 7–6(7–2), 6–1                         | Yoshihito Nishioka                | Sebastian Korda Aslan Karațev    | Mackenzie McDonald Tomas Martin Etcheverry Jan-Lennard Struff Cameron Norrie |
| 18 sep     | Zhuhai Championships Zhuhai, China ATP 250 981.785 $ – Dură – 28S/16Q/16D Simplu – Dublu | Jamie Murray Michael Venus 6–4, 6–4                  | Nathaniel Lammons Jackson Withrow | Sebastian Korda Aslan Karațev    | Mackenzie McDonald Tomas Martin Etcheverry Jan-Lennard Struff Cameron Norrie |
| 25 sep     | China Open Beijing, China ATP 500 3.633.875 $ – Dură – 32S/16Q/16D Simplu – Dublu        | Jannik Sinner 7–6(7–2), 7–6(7–2)                     | Daniil Medvedev                   | Carlos Alcaraz Alexander Zverev  | Casper Ruud Grigor Dimitrov Nicolás Jarry Ugo Humbert                        |
| 25 sep     | China Open Beijing, China ATP 500 3.633.875 $ – Dură – 32S/16Q/16D Simplu – Dublu        | Ivan Dodig Austin Krajicek 6–7(12–14), 6–3, [10–5]   | Wesley Koolhof Neal Skupski       | Carlos Alcaraz Alexander Zverev  | Casper Ruud Grigor Dimitrov Nicolás Jarry Ugo Humbert                        |
| 25 sep     | Astana Open Astana, Kazakhstan ATP 250 1.017.850 $ – Dură – 28S/16Q/16D Simplu – Dublu   | Adrian Mannarino 4–6, 6–3, 6–2                       | Sebastian Korda                   | Hamad Medjedovic Sebastian Ofner | Tallon Griekspoor Jiří Lehečka Dominic Thiem Jurij Rodionov                  |
| 25 sep     | Astana Open Astana, Kazakhstan ATP 250 1.017.850 $ – Dură – 28S/16Q/16D Simplu – Dublu   | Nathaniel Lammons Jackson Withrow 7–6(7–4), 7–6(9–7) | Mate Pavić John Peers             | Hamad Medjedovic Sebastian Ofner | Tallon Griekspoor Jiří Lehečka Dominic Thiem Jurij Rodionov                  |

### Octombrie
| Săptă mâna  | Turneu                                                                                            | Campioni                                                             | Finaliști                         | Semifinaliști                          | Sfert-finaliști                                                                 |
| ----------- | ------------------------------------------------------------------------------------------------- | -------------------------------------------------------------------- | --------------------------------- | -------------------------------------- | ------------------------------------------------------------------------------- |
| 2 oct 9 oct | Shanghai Masters Shanghai, China ATP Masters 1000 8.800.000 $ – Dură – 96S/48Q/32D Simplu – Dublu | Hubert Hurkacz 6–3, 3–6, 7–6(10–8)                                   | Andrei Rubliov                    | Grigor Dimitrov Sebastian Korda        | Nicolás Jarry Ugo Humbert Fábián Marozsán Ben Shelton                           |
| 2 oct 9 oct | Shanghai Masters Shanghai, China ATP Masters 1000 8.800.000 $ – Dură – 96S/48Q/32D Simplu – Dublu | Marcel Granollers Horacio Zeballos 5–7, 6–2, [10–7]                  | Rohan Bopanna Matthew Ebden       | Grigor Dimitrov Sebastian Korda        | Nicolás Jarry Ugo Humbert Fábián Marozsán Ben Shelton                           |
| 16 oct      | Japan Open Tokyo, Japonia ATP 500 2.013.940 $ – Dură – 32S/16Q/16D Simplu – Dublu                 | Ben Shelton 7–5, 6–1                                                 | Aslan Karatsev                    | Shintaro Mochizuki Marcos Giron        | Alexei Popyrin Alex de Minaur Tommy Paul Félix Auger-Aliassime                  |
| 16 oct      | Japan Open Tokyo, Japonia ATP 500 2.013.940 $ – Dură – 32S/16Q/16D Simplu – Dublu                 | Rinky Hijikata Max Purcell 6–4, 6–1                                  | Jamie Murray Michael Venus        | Shintaro Mochizuki Marcos Giron        | Alexei Popyrin Alex de Minaur Tommy Paul Félix Auger-Aliassime                  |
| 16 oct      | European Open Anvers, Belgia ATP 250 673.630 € – Dură – 28S/16Q/16D Simplu – Dublu                | Alexander Bublik 6–4, 6–4                                            | Arthur Fils                       | Stefanos Tsitsipas Maximilian Marterer | Yannick Hanfmann Juan Pablo Varillas Giovanni Mpetshi Perricard Hugo Gaston     |
| 16 oct      | European Open Anvers, Belgia ATP 250 673.630 € – Dură – 28S/16Q/16D Simplu – Dublu                | Petros Tsitsipas Stefanos Tsitsipas 6–7(5–7), 6–4, [10–8]            | Ariel Behar Adam Pavlásek         | Stefanos Tsitsipas Maximilian Marterer | Yannick Hanfmann Juan Pablo Varillas Giovanni Mpetshi Perricard Hugo Gaston     |
| 16 oct      | Stockholm Open Stockholm, Suedia ATP 250 750.950 € – Dură – 28S/16Q/16D Simplu – Dublu            | Gaël Monfils 4–6, 7–6(8–6), 6–3                                      | Pavel Kotov                       | Miomir Kecmanović Laslo Djere          | Elias Ymer Tallon Griekspoor Tomáš Macháč Adrian Mannarino                      |
| 16 oct      | Stockholm Open Stockholm, Suedia ATP 250 750.950 € – Dură – 28S/16Q/16D Simplu – Dublu            | Andrey Golubev Denys Molchanov 7–6(10–8), 6–2                        | Yuki Bhambri Julian Cash          | Miomir Kecmanović Laslo Djere          | Elias Ymer Tallon Griekspoor Tomáš Macháč Adrian Mannarino                      |
| 23 oct      | Swiss Indoors Basel, Elveția ATP 500 2.196.000 € – Dură – 32S/16Q/16D Simplu – Dublu              | Félix Auger-Aliassime 7–6(7–3), 7–6(7–5)                             | Hubert Hurkacz                    | Holger Rune Ugo Humbert                | Tomás Martín Etcheverry Alexander Shevchenko Tallon Griekspoor Dominic Stricker |
| 23 oct      | Swiss Indoors Basel, Elveția ATP 500 2.196.000 € – Dură – 32S/16Q/16D Simplu – Dublu              | Santiago González Édouard Roger-Vasselin 6–7(8–10), 7–6(7–3), [10–1] | Hugo Nys Jan Zieliński            | Holger Rune Ugo Humbert                | Tomás Martín Etcheverry Alexander Shevchenko Tallon Griekspoor Dominic Stricker |
| 23 oct      | Vienna Open Viena, Austria ATP 500 >2.409.835 € – Dură – 32S/16Q/16D Simplu – Dublu               | Jannik Sinner 7–6(9–7), 4–6, 6–3                                     | Daniil Medvedev                   | Stefanos Tsitsipas Andrei Rubliov      | Karen Haceanov Borna Gojo Alexander Zverev Frances Tiafoe                       |
| 23 oct      | Vienna Open Viena, Austria ATP 500 >2.409.835 € – Dură – 32S/16Q/16D Simplu – Dublu               | Rajeev Ram Joe Salisbury 6–4, 5–7, [12–10]                           | Nathaniel Lammons Jackson Withrow | Stefanos Tsitsipas Andrei Rubliov      | Karen Haceanov Borna Gojo Alexander Zverev Frances Tiafoe                       |
| 30 oct      | Paris Masters Paris, Franța ATP Masters 1000 5.779.335 € – Dură – 56S/28Q/24D Simplu – Dublu      | Novak Djokovic 6–4, 6–3                                              | Grigor Dimitrov                   | Andrei Rubliov Stefanos Tsitsipas      | Holger Rune Alex de Minaur Hubert Hurkacz Karen Haceanov                        |
| 30 oct      | Paris Masters Paris, Franța ATP Masters 1000 5.779.335 € – Dură – 56S/28Q/24D Simplu – Dublu      | Santiago González Édouard Roger-Vasselin 6–2, 5–7, [10–7]            | Rohan Bopanna Matthew Ebden       | Andrei Rubliov Stefanos Tsitsipas      | Holger Rune Alex de Minaur Hubert Hurkacz Karen Haceanov                        |

### Noiembrie
| Săptă mâna | Turneu | Campioni                                               | Finaliști                          | Semifinaliști                       | Sfert-finaliști                                                                           |
| ---------- | --- | ------------------------------------------------------ | ---------------------------------- | ----------------------------------- | ----------------------------------------------------------------------------------------- |
| 6 nov      | Moselle Open Metz, Franța ATP 250 630.705 € – Dură (i) – 28S/16Q/16D Simplu – Dublu                       | Ugo Humbert 6–3, 6–3                                   | Alexander Shevchenko               | Fabio Fognini Pierre-Hugues Herbert | Lorenzo Sonego Harold Mayot Karen Haceanov Luca Van Assche                                |
| 6 nov      | Moselle Open Metz, Franța ATP 250 630.705 € – Dură (i) – 28S/16Q/16D Simplu – Dublu                       | Hugo Nys Jan Zieliński 6–4, 6–4                        | Constantin Frantzen Hendrik Jebens | Fabio Fognini Pierre-Hugues Herbert | Lorenzo Sonego Harold Mayot Karen Haceanov Luca Van Assche                                |
| 6 nov      | Sofia Open Sofia, Bulgaria ATP 250 597.900 € – Dură (i) – 28S/16Q/16D Simplu – Dublu                      | Adrian Mannarino 7–6(8–6), 2–6, 6–3                    | Jack Draper                        | Jan-Lennard Struff Pavel Kotov      | Cem İlkel Fábián Marozsán Márton Fucsovics Sebastian Ofner                                |
| 6 nov      | Sofia Open Sofia, Bulgaria ATP 250 597.900 € – Dură (i) – 28S/16Q/16D Simplu – Dublu                      | Gonzalo Escobar Aleksandr Nedovyesov 6–3, 3–6, [13–11] | Julian Cash Nikola Mektić          | Jan-Lennard Struff Pavel Kotov      | Cem İlkel Fábián Marozsán Márton Fucsovics Sebastian Ofner                                |
| 13 nov     | ATP Finals Torino, Italia ATP Finals 15.000.000 $ – Dură – 8S/8D (RR) Simplu – Dublu                      | Novak Djokovic 6–3, 6–3                                | Jannik Sinner                      | Daniil Medvedev Carlos Alcaraz      | Round robin Holger Rune Hubert Hurkacz Stefanos Tsitsipas Alexander Zverev Andrei Rubliov |
| 13 nov     | ATP Finals Torino, Italia ATP Finals 15.000.000 $ – Dură – 8S/8D (RR) Simplu – Dublu                      | Rajeev Ram Joe Salisbury 6–3, 6–4                      | Marcel Granollers Horacio Zeballos | Daniil Medvedev Carlos Alcaraz      | Round robin Holger Rune Hubert Hurkacz Stefanos Tsitsipas Alexander Zverev Andrei Rubliov |
| 20 nov     | Turneul final al Cupei Davis Malaga, Spania Dură                                                          | Italia                                                 | Australia                          | Finlanda Serbia                     | Canada Cehia Țările de Jos Regatul Unit                                                   |
| 27 nov     | Next Gen ATP Finals Jeddah, Arabia Saudită Next Generation ATP Finals 2.000.000 $ – Dură – 8S (RR) Simplu | Hamad Medjedovic 3–4(6–8), 4–1, 4–2, 3–4(9–11), 4–1    | Arthur Fils                        | Luca Van Assche Dominic Stricker    | Round robin Flavio Cobolli Luca Nardi Abdullah Shelbayh Alex Michelsen                    |

### Turnee anulate
| Săptămâna | Turneu                                      | Status                                                                    |
| --------- | ------------------------------------------- | ------------------------------------------------------------------------- |
| 16 oct    | Kremlin Cup Moscova, Rusia ATP 250 Dură (i) | Suspendat din cauza invaziei rusești în Ucraina                           |
| 6 nov     | Tel Aviv Open Tel Aviv, Israel ATP 250 Dură | Anulat din cauza războiului dintre Israel și Hamas în curs de desfășurare |

## Informații statistice
Aceste tabele prezintă numărul de titluri de simplu (S), dublu (D) și dublu mixt (X) câștigate de fiecare jucător și fiecare țară în timpul sezonului, în cadrul tuturor categoriilor de turnee ale turneului ATP 2023: turneele de Grand Slam, Turneul Campionilor, ATP Tour Masters 1000, seria ATP Tour 500, seria ATP Tour 250. Jucătorii/țările sunt sortate după:
1. Numărul total de titluri (un titlu de dublu câștigat de doi jucători care reprezintă aceeași țară reprezintă o singură victorie pentru țară);
2. Importanța cumulată a acestor titluri (o victorie de Grand Slam egal cu două victorii Masters 1000, o victorie la Finala ATP egal cu o victorie Masters 1000 și jumătate, o victorie Masters 1000 egal cu două victorii de evenimente 500, o victorie de evenimente 500 egal cu două evenimente 250 câștigate);
3. Ierarhie simplu > dublu > dublu mixt;
4. Ordine alfabetică (după numele de familie al jucătorului).

| Grand Slam            |
| Finala ATP            |
| ATP Tour Masters 1000 |
| ATP Tour 500          |
| ATP Tour 250          |

### Titluri câștigate per jucător
| Total | Jucător                       | Grand Slam | Grand Slam | Grand Slam | Finala ATP | Finala ATP | Masters 1000 | Masters 1000 | Tour 500 | Tour 500 | Tour 250 | Tour 250 | Total | Total | Total |
| Total | Jucător                       | S          | D          | X          | S          | D          | S            | D            | S        | D        | S        | D        | S     | D     | X     |
| ----- | ----------------------------- | ---------- | ---------- | ---------- | ---------- | ---------- | ------------ | ------------ | -------- | -------- | -------- | -------- | ----- | ----- | ----- |
| 7     | Novak Djokovic (SRB)          | ●          |            |            | ●          |            | ●            |              |          |          | ●        |          | 7     | 0     | 0     |
| 6     | Carlos Alcaraz (ESP)          | ●          |            |            |            |            | ●            |              | ●        |          | ●        |          | 6     | 0     | 0     |
| 5     | Ivan Dodig (CRO)              |            | ●          |            |            |            |              | ●            |          | ●        |          |          | 0     | 5     | 0     |
| 5     | Austin Krajicek (USA)         |            | ●          |            |            |            |              | ●            |          | ●        |          |          | 0     | 5     | 0     |
| 5     | Daniil Medvedev               |            |            |            |            |            | ●            |              | ●        |          | ●        |          | 5     | 0     | 0     |
| 5     | Santiago González (MEX)       |            |            |            |            |            |              | ●            |          | ●        |          | ●        | 0     | 5     | 0     |
| 5     | Édouard Roger-Vasselin (FRA)  |            |            |            |            |            |              | ●            |          | ●        |          | ●        | 0     | 5     | 0     |
| 5     | Máximo González (ARG)         |            |            |            |            |            |              | ●            |          | ●        |          | ●        | 0     | 5     | 0     |
| 5     | Andrés Molteni (ARG)          |            |            |            |            |            |              | ●            |          | ●        |          | ●        | 0     | 5     | 0     |
| 4     | Rajeev Ram (USA)              |            | ●          |            |            | ●          |              |              |          | ●        |          | ●        | 0     | 4     | 0     |
| 4     | Joe Salisbury (GBR)           |            | ●          |            |            | ●          |              |              |          | ●        |          | ●        | 0     | 4     | 0     |
| 4     | Jannik Sinner (ITA)           |            |            |            |            |            | ●            |              | ●        |          | ●        |          | 4     | 0     | 0     |
| 4     | Mate Pavić (CRO)              |            |            | ●          |            |            |              |              |          |          |          | ●        | 0     | 3     | 1     |
| 4     | Jamie Murray (GBR)            |            |            |            |            |            |              |              |          |          |          | ●        | 0     | 4     | 0     |
| 4     | Nathaniel Lammons (USA)       |            |            |            |            |            |              |              |          |          |          | ●        | 0     | 4     | 0     |
| 4     | Michael Venus (NZL)           |            |            |            |            |            |              |              |          |          |          | ●        | 0     | 4     | 0     |
| 4     | Jackson Withrow (USA)         |            |            |            |            |            |              |              |          |          |          | ●        | 0     | 4     | 0     |
| 3     | Andrei Rubliov                |            |            |            |            |            | ●            | ●            |          |          | ●        |          | 2     | 1     | 0     |
| 3     | Marcelo Arévalo (ESA)         |            |            |            |            |            |              | ●            |          |          |          | ●        | 0     | 3     | 0     |
| 3     | Jean-Julien Rojer (NED)       |            |            |            |            |            |              | ●            |          |          |          | ●        | 0     | 3     | 0     |
| 3     | Alexander Erler (AUT)         |            |            |            |            |            |              |              |          | ●        |          | ●        | 0     | 3     | 0     |
| 3     | Lucas Miedler (AUT)           |            |            |            |            |            |              |              |          | ●        |          | ●        | 0     | 3     | 0     |
| 3     | Sebastián Báez (ARG)          |            |            |            |            |            |              |              |          |          | ●        |          | 3     | 0     | 0     |
| 3     | Adrian Mannarino (FRA)        |            |            |            |            |            |              |              |          |          | ●        |          | 3     | 0     | 0     |
| 3     | Nikola Mektić (CRO)           |            |            |            |            |            |              |              |          |          |          | ●        | 0     | 3     | 0     |
| 2     | Rinky Hijikata (AUS)          |            | ●          |            |            |            |              |              |          | ●        |          |          | 0     | 2     | 0     |
| 2     | Wesley Koolhof (NED)          |            | ●          |            |            |            |              |              |          |          |          | ●        | 0     | 2     | 0     |
| 2     | Neal Skupski (GBR)            |            | ●          |            |            |            |              |              |          |          |          | ●        | 0     | 2     | 0     |
| 2     | Tim Pütz (GER)                |            |            | ●          |            |            |              |              |          | ●        |          |          | 0     | 1     | 1     |
| 2     | Harri Heliövaara (FIN)        |            |            | ●          |            |            |              |              |          |          |          | ●        | 0     | 1     | 1     |
| 2     | Hubert Hurkacz (POL)          |            |            |            |            |            | ●            |              |          |          | ●        |          | 2     | 0     | 0     |
| 2     | Karen Haceanov                |            |            |            |            |            |              | ●            |          |          | ●        |          | 1     | 1     | 0     |
| 2     | Rohan Bopanna (IND)           |            |            |            |            |            |              | ●            |          |          |          | ●        | 0     | 2     | 0     |
| 2     | Matthew Ebden (AUS)           |            |            |            |            |            |              | ●            |          |          |          | ●        | 0     | 2     | 0     |
| 2     | Hugo Nys (MON)                |            |            |            |            |            |              | ●            |          |          |          | ●        | 0     | 2     | 0     |
| 2     | Jan Zieliński (POL)           |            |            |            |            |            |              | ●            |          |          |          | ●        | 0     | 2     | 0     |
| 2     | Alexander Bublik (KAZ)        |            |            |            |            |            |              |              | ●        |          | ●        |          | 2     | 0     | 0     |
| 2     | Alexander Zverev (GER)        |            |            |            |            |            |              |              | ●        |          | ●        |          | 2     | 0     | 0     |
| 2     | Max Purcell (AUS)             |            |            |            |            |            |              |              |          | ●        |          | ●        | 0     | 2     | 0     |
| 2     | Taylor Fritz (USA)            |            |            |            |            |            |              |              |          |          | ●        |          | 2     | 0     | 0     |
| 2     | Tallon Griekspoor (NED)       |            |            |            |            |            |              |              |          |          | ●        |          | 2     | 0     | 0     |
| 2     | Nicolás Jarry (CHI)           |            |            |            |            |            |              |              |          |          | ●        |          | 2     | 0     | 0     |
| 2     | Frances Tiafoe (USA)          |            |            |            |            |            |              |              |          |          | ●        |          | 2     | 0     | 0     |
| 2     | Stefanos Tsitsipas (GRE)      |            |            |            |            |            |              |              |          |          | ●        | ●        | 1     | 1     | 0     |
| 2     | Gonzalo Escobar (ECU)         |            |            |            |            |            |              |              |          |          |          | ●        | 0     | 2     | 0     |
| 2     | Sander Gillé (BEL)            |            |            |            |            |            |              |              |          |          |          | ●        | 0     | 2     | 0     |
| 2     | Aleksandr Nedovyesov (KAZ)    |            |            |            |            |            |              |              |          |          |          | ●        | 0     | 2     | 0     |
| 2     | Andrea Vavassori (ITA)        |            |            |            |            |            |              |              |          |          |          | ●        | 0     | 2     | 0     |
| 2     | Joran Vliegen (BEL)           |            |            |            |            |            |              |              |          |          |          | ●        | 0     | 2     | 0     |
| 1     | Jason Kubler (AUS)            |            | ●          |            |            |            |              |              |          |          |          |          | 0     | 1     | 0     |
| 1     | Rafael Matos (BRA)            |            |            | ●          |            |            |              |              |          |          |          |          | 0     | 0     | 1     |
| 1     | Marcel Granollers (ESP)       |            |            |            |            |            |              | ●            |          |          |          |          | 0     | 1     | 0     |
| 1     | Horacio Zeballos (ARG)        |            |            |            |            |            |              | ●            |          |          |          |          | 0     | 1     | 0     |
| 1     | Cameron Norrie (GBR)          |            |            |            |            |            |              |              | ●        |          |          |          | 1     | 0     | 0     |
| 1     | Ben Shelton (USA)             |            |            |            |            |            |              |              | ●        |          |          |          | 1     | 0     | 0     |
| 1     | Félix Auger-Aliassime (CAN)   |            |            |            |            |            |              |              | ●        |          |          |          | 1     | 0     | 0     |
| 1     | Dan Evans (GBR)               |            |            |            |            |            |              |              | ●        |          |          |          | 1     | 0     | 0     |
| 1     | Alex de Minaur (AUS)          |            |            |            |            |            |              |              | ●        |          |          |          | 1     | 0     | 0     |
| 1     | Maxime Cressy (USA)           |            |            |            |            |            |              |              |          | ●        |          |          | 0     | 1     | 0     |
| 1     | Kevin Krawietz (GER)          |            |            |            |            |            |              |              |          | ●        |          |          | 0     | 1     | 0     |
| 1     | Fabrice Martin (FRA)          |            |            |            |            |            |              |              |          | ●        |          |          | 0     | 1     | 0     |
| 1     | Marcelo Melo (BRA)            |            |            |            |            |            |              |              |          | ●        |          |          | 0     | 1     | 0     |
| 1     | John Peers (AUS)              |            |            |            |            |            |              |              |          | ●        |          |          | 0     | 1     | 0     |
| 1     | Roberto Carballés Baena (ESP) |            |            |            |            |            |              |              |          |          | ●        |          | 1     | 0     | 0     |
| 1     | Pedro Cachin (ARG)            |            |            |            |            |            |              |              |          |          | ●        |          | 1     | 0     | 0     |
| 1     | Dušan Lajović (SRB)           |            |            |            |            |            |              |              |          |          | ●        |          | 1     | 0     | 0     |
| 1     | Alexei Popyrin (AUS)          |            |            |            |            |            |              |              |          |          | ●        |          | 1     | 0     | 0     |
| 1     | Holger Rune (DEN)             |            |            |            |            |            |              |              |          |          | ●        |          | 1     | 0     | 0     |
| 1     | Casper Ruud (NOR)             |            |            |            |            |            |              |              |          |          | ●        |          | 1     | 0     | 0     |
| 1     | Francisco Cerúndolo (ARG)     |            |            |            |            |            |              |              |          |          | ●        |          | 1     | 0     | 0     |
| 1     | Christopher Eubanks (USA)     |            |            |            |            |            |              |              |          |          | ●        |          | 1     | 0     | 0     |
| 1     | Arthur Fils (FRA)             |            |            |            |            |            |              |              |          |          | ●        |          | 1     | 0     | 0     |
| 1     | Richard Gasquet (FRA)         |            |            |            |            |            |              |              |          |          | ●        |          | 1     | 0     | 0     |
| 1     | Ugo Humbert (FRA)             |            |            |            |            |            |              |              |          |          | ●        |          | 1     | 0     | 0     |
| 1     | Kwon Soon-woo (KOR)           |            |            |            |            |            |              |              |          |          | ●        |          | 1     | 0     | 0     |
| 1     | Wu Yibing (CHN)               |            |            |            |            |            |              |              |          |          | ●        |          | 1     | 0     | 0     |
| 1     | Yuki Bhambri (IND)            |            |            |            |            |            |              |              |          |          |          | ●        | 0     | 1     | 0     |
| 1     | Simone Bolelli (ITA)          |            |            |            |            |            |              |              |          |          |          | ●        | 0     | 1     | 0     |
| 1     | Marcelo Demoliner (BRA)       |            |            |            |            |            |              |              |          |          |          | ●        | 0     | 1     | 0     |
| 1     | Sadio Doumbia (FRA)           |            |            |            |            |            |              |              |          |          |          | ●        | 0     | 1     | 0     |
| 1     | Fabio Fognini (ITA)           |            |            |            |            |            |              |              |          |          |          | ●        | 0     | 1     | 0     |
| 1     | Lloyd Glasspool (GBR)         |            |            |            |            |            |              |              |          |          |          | ●        | 0     | 1     | 0     |
| 1     | Robin Haase (NED)             |            |            |            |            |            |              |              |          |          |          | ●        | 0     | 1     | 0     |
| 1     | Lloyd Harris (RSA)            |            |            |            |            |            |              |              |          |          |          | ●        | 0     | 1     | 0     |
| 1     | Matwé Middelkoop (NED)        |            |            |            |            |            |              |              |          |          |          | ●        | 0     | 1     | 0     |
| 1     | Andrea Pellegrino (ITA)       |            |            |            |            |            |              |              |          |          |          | ●        | 0     | 1     | 0     |
| 1     | Fabien Reboul (FRA)           |            |            |            |            |            |              |              |          |          |          | ●        | 0     | 1     | 0     |
| 1     | Blaž Rola (SLO)               |            |            |            |            |            |              |              |          |          |          | ●        | 0     | 1     | 0     |
| 1     | Nino Serdarušić (CRO)         |            |            |            |            |            |              |              |          |          |          | ●        | 0     | 1     | 0     |
| 1     | Dominic Stricker (SWI)        |            |            |            |            |            |              |              |          |          |          | ●        | 0     | 1     | 0     |
| 1     | Jordan Thompson (AUS)         |            |            |            |            |            |              |              |          |          |          | ●        | 0     | 1     | 0     |
| 1     | Petros Tsitsipas (GRE)        |            |            |            |            |            |              |              |          |          |          | ●        | 0     | 1     | 0     |
| 1     | Stan Wawrinka (SWI)           |            |            |            |            |            |              |              |          |          |          | ●        | 0     | 1     | 0     |

### Titluri câștigate per țară
| Total | Țară                 | Grand Slam | Grand Slam | Grand Slam | ATP Finals | ATP Finals | Masters 1000 | Masters 1000 | Tour 500 | Tour 500 | Tour 250 | Tour 250 | Total | Total | Total |
| Total | Țară                 | S          | D          | X          | S          | D          | S            | D            | S        | D        | S        | D        | S     | D     | X     |
| ----- | -------------------- | ---------- | ---------- | ---------- | ---------- | ---------- | ------------ | ------------ | -------- | -------- | -------- | -------- | ----- | ----- | ----- |
| 20    | Statele Unite (USA)  |            | 2          |            |            | 1          |              | 1            | 1        | 5        | 5        | 5        | 6     | 14    | 0     |
| 14    | Franța (FRA)         |            |            |            |            |            |              | 2            |          | 2        | 7        | 3        | 7     | 7     | 0     |
| 13    | Marea Britanie (GBR) |            | 2          |            |            | 1          |              |              | 2        | 1        |          | 7        | 2     | 11    | 0     |
| 11    | Argentina (ARG)      |            |            |            |            |            |              | 2            |          | 3        | 5        | 1        | 5     | 6     | 0     |
| 10    | Croația (CRO)        |            | 1          | 1          |            |            |              | 1            |          | 3        |          | 4        | 0     | 9     | 1     |
| 8     | Serbia (SRB)         | 3          |            |            | 1          |            | 2            |              |          |          | 2        |          | 8     | 0     | 0     |
| 8     | Spania (ESP)         | 1          |            |            |            |            | 2            | 1            | 2        |          | 2        |          | 7     | 1     | 0     |
| 8     | Australia (AUS)      |            | 1          |            |            |            |              | 1            | 1        | 2        | 1        | 2        | 2     | 6     | 0     |
| 8     | Țările de Jos (NED)  |            | 1          |            |            |            |              | 1            |          |          | 2        | 4        | 2     | 6     | 0     |
| 7     | Italia (ITA)         |            |            |            |            |            | 1            |              | 2        |          | 1        | 3        | 4     | 3     | 0     |
| 5     | Mexic (MEX)          |            |            |            |            |            |              | 2            |          | 1        |          | 2        | 0     | 5     | 0     |
| 5     | Kazahstan (KAZ)      |            |            |            |            |            |              |              | 1        |          | 1        | 3        | 2     | 3     | 0     |
| 4     | Germania (GER)       |            |            | 1          |            |            |              |              | 1        | 1        | 1        |          | 2     | 1     | 1     |
| 4     | Polonia (POL)        |            |            |            |            |            | 1            | 1            |          |          | 1        |          | 2     | 2     | 0     |
| 4     | Noua Zeelandă (NZL)  |            |            |            |            |            |              |              |          |          |          | 4        | 0     | 4     | 0     |
| 3     | Brazilia (BRA)       |            |            | 1          |            |            |              |              |          | 1        |          | 1        | 0     | 2     | 1     |
| 3     | El Salvador (ESA)    |            |            |            |            |            |              | 1            |          |          |          | 2        | 0     | 3     | 0     |
| 3     | India (IND)          |            |            |            |            |            |              | 1            |          |          |          | 2        | 0     | 3     | 0     |
| 3     | Austria (AUT)        |            |            |            |            |            |              |              |          | 1        |          | 2        | 0     | 3     | 0     |
| 2     | Finlanda (FIN)       |            |            | 1          |            |            |              |              |          |          |          | 1        | 0     | 1     | 1     |
| 2     | Monaco (MON)         |            |            |            |            |            |              | 1            |          |          |          | 1        | 0     | 2     | 0     |
| 2     | Chile (CHI)          |            |            |            |            |            |              |              |          |          | 2        |          | 2     | 0     | 0     |
| 2     | Grecia (GRE)         |            |            |            |            |            |              |              |          |          | 1        | 1        | 1     | 1     | 0     |
| 2     | Belgia (BEL)         |            |            |            |            |            |              |              |          |          |          | 2        | 0     | 2     | 0     |
| 2     | Ecuador (ECU)        |            |            |            |            |            |              |              |          |          |          | 2        | 0     | 2     | 0     |
| 1     | Canada (CAN)         |            |            |            |            |            |              |              | 1        |          |          |          | 1     | 0     | 0     |
| 1     | China (CHN)          |            |            |            |            |            |              |              |          |          | 1        |          | 1     | 0     | 0     |
| 1     | Danemarca (DEN)      |            |            |            |            |            |              |              |          |          | 1        |          | 1     | 0     | 0     |
| 1     | Norvegia (NOR)       |            |            |            |            |            |              |              |          |          | 1        |          | 1     | 0     | 0     |
| 1     | Coreea de Sud (KOR)  |            |            |            |            |            |              |              |          |          | 1        |          | 1     | 0     | 0     |
| 1     | Slovenia (SLO)       |            |            |            |            |            |              |              |          |          |          | 1        | 0     | 1     | 0     |
| 1     | Africa de Sud (RSA)  |            |            |            |            |            |              |              |          |          |          | 1        | 0     | 1     | 0     |
| 1     | Elveția (SWI)        |            |            |            |            |            |              |              |          |          |          | 1        | 0     | 1     | 0     |
| 1     | Ucraina (UKR)        |            |            |            |            |            |              |              |          |          |          | 1        | 0     | 1     | 0     |

### Informații despre titluri
Următorii jucători au câștigat primul lor titlu din circuitul principal la simplu, dublu sau dublu mixt:
Simplu
- Tallon Griekspoor (26 ani, 189 zile) – Pune (tablou principal)
- Wu Yibing (23 ani, 121 zile) – Dallas (tablou principal)
- Arthur Fils (18 ani, 349 zile) – Lyon (tablou principal)
- Christopher Eubanks (27 ani, 57 zile) – Mallorca (tablou principal)
- Pedro Cachin (28 ani, 102 zile) – Gstaad (tablou principal)
- Ben Shelton (21 ani, 13 zile) – Tokyo (tablou principal)

Dublu
- Rinky Hijikata (21 ani, 339 zile) – Australian Open (tablou principal)
- Jason Kubler (29 ani, 254 zile) – Australian Open (tablou principal)
- Andrés Molteni – Córdoba (tablou principal)
- Maxime Cressy (25 ani, 300 zile) – Dubai (tablou principal)
- Andrea Pellegrino (25 ani, 346 zile) – Santiago (tablou principal)
- Karen Haceanov (26 ani, 350 zile) – Madrid (tablou principal)
- Yuki Bhambri (30 ani, 362 zile) – Mallorca (tablou principal)
- Lloyd Harris (26 ani, 127 zile) – Mallorca (tablou principal)
- Aleksandr Nedovyesov (36 ani, 158 zile) – Båstad (tablou principal)
- Blaž Rola (32 ani, 297 zile) – Umag (tablou principal)
- Nino Serdarušić (26 ani, 228 zile) – Umag (tablou principal)
- Sadio Doumbia (32 ani, 287 zile) – Chengdu (tablou principal)
- Fabien Reboul (27 ani, 290 zile) – Chengdu (tablou principal)
- Andrey Golubev (36 ani, 92 zile) – Stockholm (tablou principal)
- Petros Tsitsipas (23 ani, 87 zile) – Anvers (tablou principal)

Dublu mixt
- Rafael Matos (27 ani, 21 zile) – Australian Open (tablou principal)
- Tim Pütz (35 ani, 201 zile) – French Open (tablou principal)
- Harri Heliövaara (34 ani, 97 zile) – US Open (tablou principal)

### Cel mai bun clasament
Următorii jucători și-au atins cea mai înaltă poziție în clasament din carieră în acest sezon în top 50 (jucătorii care și-au făcut debutul în top 10 sunt indicați cu caractere îngroșate):
Simplu
- Miomir Kecmanović (a ajuns pe locul Nr. 27 la 16 ianuarie)
- Jack Draper (a ajuns pe locul Nr. 38 a 16 ianuarie)
- Benjamin Bonzi (a ajuns pe locul Nr. 42 la 6 februarie)
- Constant Lestienne (a ajuns pe locul Nr. 48 la 6 februarie)
- J. J. Wolf (a ajuns pe locul Nr. 39 la 13 februarie)
- Marc-Andrea Hüsler (a ajuns pe locul Nr. 47 la 13 februarie)
- Federico Coria (a ajuns pe locul Nr. 49 la 13 februarie)
- Taylor Fritz (a ajuns pe locul Nr. 5 la 27 februarie)
- Emil Ruusuvuori (a ajuns pe locul Nr. 37 la 3 aprilie)
- Roberto Carballés Baena (a ajuns pe locul Nr. 49 la 10 aprilie)
- Mikael Ymer (a ajuns pe locul Nr. 50 la 17 aprilie)
- Bernabé Zapata Miralles (a ajuns pe locul Nr. 37 la 22 mai)
- Frances Tiafoe (a ajuns pe locul Nr. 10 la 19 iunie)
- Francisco Cerúndolo (a ajuns pe locul Nr. 19 la 19 iunie)
- Jan-Lennard Struff (a ajuns pe locul Nr. 21 la 19 iunie)
- Yoshihito Nishioka (a ajuns pe locul Nr. 24 la 19 iunie)
- Tomás Martín Etcheverry (a ajuns pe locul Nr. 30 la 19 iunie)
- Lorenzo Musetti (a ajuns pe locul Nr. 15 la 26 iunie)
- Yannick Hanfmann (a ajuns pe locul Nr. 45 la 3 iulie)
- Grégoire Barrère (a ajuns pe locul Nr. 49 la 3 iulie)
- Alexander Bublik (a ajuns pe locul Nr. 25 la 31 iulie)
- Christopher Eubanks (a ajuns pe locul Nr. 29 la 31 iulie)
- Dan Evans (a ajuns pe locul Nr. 21 la 7 august)
- Pedro Cachín (a ajuns pe locul Nr. 48 la 7 august)
- Aleksandar Vukic (a ajuns pe locul Nr. 48 la 14 august)
- Holger Rune (a ajuns pe locul Nr. 4 la 21 august)
- Alejandro Davidovici Fokina (a ajuns pe locul Nr. 21 la 21 august)
- Jiří Lehečka (a ajuns pe locul Nr. 29 la 28 august)
- Sebastián Báez (a ajuns pe locul Nr. 27 la 25 septembrie)
- Jannik Sinner (a ajuns pe locul Nr. 4 la 2 octombrie)
- Alex de Minaur (a ajuns pe locul Nr. 11 la 2 octombrie)
- Tommy Paul (a ajuns pe locul Nr. 12 la 2 octombrie)
- Daniel Altmaier (a ajuns pe locul Nr. 47 la 2 octombrie)
- Sebastian Korda (a ajuns pe locul Nr. 23 la 16 octombrie)
- Mackenzie McDonald (a ajuns pe locul Nr. 37 la 16 octombrie)
- Max Purcell (a ajuns pe locul Nr. 40 la 16 octombrie)
- Ben Shelton (a ajuns pe locul Nr. 15 la 23 octombrie)
- Alexei Popyrin (a ajuns pe locul Nr. 39 la 23 octombrie)
- Arthur Fils (a ajuns pe locul Nr. 36 la 30 octombrie)
- Matteo Arnaldi (a ajuns pe locul Nr. 41 la 30 octombrie)
- Nicolás Jarry (a ajuns pe locul Nr. 19 la 6 noiembrie)
- Tallon Griekspoor (a ajuns pe locul Nr. 21 la 6 noiembrie)
- Roman Safiullin (a ajuns pe locul Nr. 39 la 6 noiembrie)
- Ugo Humbert (a ajuns pe locul Nr. 20 la 13 noiembrie)
- Sebastian Ofner (a ajuns pe locul Nr. 43 la 13 noiembrie)
- Alexander Shevchenko (a ajuns pe locul Nr. 49 la 13 noiembrie)

Dublu
- Matwé Middelkoop (a ajuns pe locul Nr. 18 la 6 februarie)
- Rafael Matos (a ajuns pe locul Nr. 26 la 6 februarie)
- David Vega Hernández (a ajuns pe locul Nr. 28 la 13 februarie)
- Fabrice Martin (a ajuns pe locul Nr. 19 la 24 aprilie)
- Alexander Erler (a ajuns pe locul Nr. 32 la 8 mai)
- Lucas Miedler (a ajuns pe locul Nr. 33 la 8 mai)
- Jason Kubler (a ajuns pe locul Nr. 27 la 22 mai)
- Robin Haase (a ajuns pe locul Nr. 29 la 22 mai)
- Henry Patten (a ajuns pe locul Nr. 50 la 22 mai)
- Austin Krajicek (a ajuns pe locul Nr. 1 la 12 iunie)
- Lloyd Glasspool (a ajuns pe locul Nr. 7 la 12 iunie)
- Harri Heliövaara (a ajuns pe locul Nr. 7 la 12 iunie)
- Hugo Nys (a ajuns pe locul Nr. 12 la 12 iunie)
- Jan Zieliński (a ajuns pe locul Nr. 7 la 19 iunie)
- Sam Weissborn (a ajuns pe locul Nr. 50 la 17 iulie)
- Andrea Vavassori (a ajuns pe locul Nr. 41 la 31 iulie)
- Joran Vliegen (a ajuns pe locul Nr. 17 la 7 august)
- Romain Arneodo (a ajuns pe locul Nr. 50 la 14 august)
- Andrés Molteni (a ajuns pe locul Nr. 7 la 21 august)
- Ivan Dodig (a ajuns pe locul Nr. 2 la 11 septembrie)
- Máximo González (a ajuns pe locul Nr. 10 la 11 septembrie)
- Nathaniel Lammons (a ajuns pe locul Nr. 27 la 11 septembrie)
- Albano Olivetti (a ajuns pe locul Nr. 49 la 11 septembrie)
- Sander Gillé (a ajuns pe locul Nr. 18 la 25 septembrie)
- Mackenzie McDonald (a ajuns pe locul Nr. 49 la 2 octombrie)
- Aleksandr Nedovyesov (a ajuns pe locul Nr. 43 la 16 octombrie)
- Rinky Hijikata (a ajuns pe locul Nr. 23 la 30 octombrie)
- Robert Galloway (a ajuns pe locul Nr. 44 la 30 octombrie)
- Sadio Doumbia (a ajuns pe locul Nr. 34 a 6 noiembrie)
- Fabien Reboul (a ajuns pe locul Nr. 36 a 6 noiembrie)
- Andrei Rubliov (a ajuns pe locul Nr. 44 la 6 noiembrie)
- Julian Cash (a ajuns pe locul Nr. 47 la 6 noiembrie)
- Matthew Ebden (a ajuns pe locul Nr. 4 la 13 noiembrie)
- Santiago González (a ajuns pe locul Nr. 7 la 13 noiembrie)
- Jackson Withrow (a ajuns pe locul Nr. 22 la 13 noiembrie)

## Clasament ATP
Mai jos sunt clasamentele anuale WTA ale primilor 20 de jucători de simplu și de dublu.
| Trn = Număr de turnee                                   |
| Cls '22 = Poziția în clasament la sfârșitul anului 2022 |

| Clasamentul de sfârșit de an ATP la simplu | Clasamentul de sfârșit de an ATP la simplu | Clasamentul de sfârșit de an ATP la simplu | Clasamentul de sfârșit de an ATP la simplu | Clasamentul de sfârșit de an ATP la simplu | Clasamentul de sfârșit de an ATP la simplu | Clasamentul de sfârșit de an ATP la simplu | Clasamentul de sfârșit de an ATP la simplu |
| #                                          | Jucător                                    | Puncte                                     | #Trn                                       | Cls '22                                    | Sus                                        | Jos                                        | '22→'23                                    |
| ------------------------------------------ | ------------------------------------------ | ------------------------------------------ | ------------------------------------------ | ------------------------------------------ | ------------------------------------------ | ------------------------------------------ | ------------------------------------------ |
| 1                                          | Novak Djokovic (SRB)                       | 11,245                                     | 18                                         | 5                                          | 1                                          | 5                                          | ▲ 4                                        |
| 2                                          | Carlos Alcaraz (ESP)                       | 8,855                                      | 18                                         | 1                                          | 1                                          | 2                                          | ▼ 1                                        |
| 3                                          | Daniil Medvedev (RUS)                      | 7,600                                      | 22                                         | 7                                          | 2                                          | 12                                         | ▲ 4                                        |
| 4                                          | Jannik Sinner (ITA)                        | 6,490                                      | 23                                         | 15                                         | 4                                          | 17                                         | ▲ 11                                       |
| 5                                          | Andrei Rubliov (RUS)                       | 4,805                                      | 25                                         | 8                                          | 5                                          | 8                                          | ▲ 3                                        |
| 6                                          | Stefanos Tsitsipas (GRE)                   | 4,235                                      | 26                                         | 4                                          | 4                                          | 7                                          | ▼ 2                                        |
| 7                                          | Alexander Zverev (GER)                     | 3,985                                      | 26                                         | 12                                         | 7                                          | 27                                         | ▲ 5                                        |
| 8                                          | Holger Rune (DEN)                          | 3,660                                      | 20                                         | 11                                         | 4                                          | 11                                         | ▲ 3                                        |
| 9                                          | Hubert Hurkacz (POL)                       | 3,245                                      | 24                                         | 10                                         | 9                                          | 20                                         | ▲ 1                                        |
| 10                                         | Taylor Fritz (USA)                         | 3,100                                      | 26                                         | 9                                          | 5                                          | 10                                         | ▼ 1                                        |
| 11                                         | Casper Ruud (NOR)                          | 2,825                                      | 24                                         | 3                                          | 3                                          | 11                                         | ▼ 8                                        |
| 12                                         | Alex de Minaur (AUS)                       | 2,740                                      | 25                                         | 24                                         | 12                                         | 25                                         | ▲ 12                                       |
| 13                                         | Tommy Paul (USA)                           | 2,665                                      | 26                                         | 32                                         | 12                                         | 35                                         | ▲ 19                                       |
| 14                                         | Grigor Dimitrov (BUL)                      | 2,570                                      | 23                                         | 28                                         | 14                                         | 33                                         | ▲ 14                                       |
| 15                                         | Karen Haceanov (RUS)                       | 2,520                                      | 22                                         | 20                                         | 10                                         | 20                                         | ▲ 5                                        |
| 16                                         | Frances Tiafoe (USA)                       | 2,310                                      | 22                                         | 19                                         | 10                                         | 19                                         | ▲ 3                                        |
| 17                                         | Ben Shelton (USA)                          | 2,145                                      | 26                                         | 97                                         | 16                                         | 97                                         | ▲ 80                                       |
| 18                                         | Cameron Norrie (GBR)                       | 1,940                                      | 25                                         | 14                                         | 11                                         | 18                                         | ▼ 4                                        |
| 19                                         | Nicolás Jarry (CHI)                        | 1,810                                      | 22                                         | 153                                        | 19                                         | 155                                        | ▲ 134                                      |
| 20                                         | Ugo Humbert (FRA)                          | 1,765                                      | 28                                         | 86                                         | 20                                         | 108                                        | ▲ 66                                       |

| Clasamentul de sfârșit de an ATP la dublu | Clasamentul de sfârșit de an ATP la dublu | Clasamentul de sfârșit de an ATP la dublu | Clasamentul de sfârșit de an ATP la dublu | Clasamentul de sfârșit de an ATP la dublu | Clasamentul de sfârșit de an ATP la dublu | Clasamentul de sfârșit de an ATP la dublu | Clasamentul de sfârșit de an ATP la dublu |
| #                                         | Jucător                                   | Puncte                                    | #Trn                                      | Cls '22                                   | Sus                                       | Jos                                       | '22→'23                                   |
| ----------------------------------------- | ----------------------------------------- | ----------------------------------------- | ----------------------------------------- | ----------------------------------------- | ----------------------------------------- | ----------------------------------------- | ----------------------------------------- |
| 1                                         | Austin Krajicek (USA)                     | 7,130                                     | 23                                        | 10                                        | 1                                         | 10                                        | ▲ 9                                       |
| 2                                         | Ivan Dodig (CRO)                          | 6,620                                     | 21                                        | 9                                         | 2                                         | 11                                        | ▲ 7                                       |
| 3                                         | Rohan Bopanna (IND)                       | 6,390                                     | 22                                        | 19                                        | 3                                         | 20                                        | ▲ 16                                      |
| 4                                         | Matthew Ebden (AUS)                       | 6,390                                     | 25                                        | 26                                        | 4                                         | 46                                        | ▲ 22                                      |
| 5                                         | Horacio Zeballos (ARG)                    | 6,307                                     | 21                                        | 14                                        | 5                                         | 26                                        | ▲ 9                                       |
| 6                                         | Rajeev Ram (USA)                          | 6,290                                     | 24                                        | 3                                         | 1                                         | 11                                        | ▼ 3                                       |
| 7                                         | Joe Salisbury (GBR)                       | 6,290                                     | 24                                        | 4                                         | 2                                         | 12                                        | ▼ 3                                       |
| 8                                         | Wesley Koolhof (NED)                      | 6,170                                     | 23                                        | 1                                         | 1                                         | 8                                         | ▼ 7                                       |
| 9                                         | Neal Skupski (GBR)                        | 6,170                                     | 24                                        | 1                                         | 1                                         | 9                                         | ▼ 8                                       |
| 10                                        | Marcel Granollers (ESP)                   | 6,127                                     | 22                                        | 17                                        | 10                                        | 30                                        | ▲ 7                                       |
| 11                                        | Santiago González (MEX)                   | 5,830                                     | 28                                        | 28                                        | 7                                         | 37                                        | ▲ 17                                      |
| 11                                        | Édouard Roger-Vasselin (FRA)              | 5,830                                     | 28                                        | 32                                        | 7                                         | 37                                        | ▲ 21                                      |
| 13                                        | Máximo González (ARG)                     | 4,290                                     | 26                                        | 45                                        | 10                                        | 48                                        | ▲ 32                                      |
| 13                                        | Andrés Molteni (ARG)                      | 4,290                                     | 26                                        | 38                                        | 7                                         | 42                                        | ▲ 25                                      |
| 15                                        | Hugo Nys (MON)                            | 3,885                                     | 31                                        | 41                                        | 12                                        | 41                                        | ▲ 26                                      |
| 16                                        | Jamie Murray (GBR)                        | 3,850                                     | 28                                        | 36                                        | 16                                        | 40                                        | ▲ 20                                      |
| 16                                        | Michael Venus (NZL)                       | 3,850                                     | 28                                        | 16                                        | 13                                        | 27                                        | ▬                                         |
| 18                                        | Jean-Julien Rojer (NED)                   | 3,840                                     | 24                                        | 6                                         | 5                                         | 21                                        | ▼ 12                                      |
| 19                                        | Marcelo Arévalo (ESA)                     | 3,840                                     | 25                                        | 6                                         | 5                                         | 21                                        | ▼ 13                                      |
| 20                                        | Jan Zieliński (POL)                       | 3,840                                     | 28                                        | 34                                        | 7                                         | 36                                        | ▲ 14                                      |

#### Nr. 1 în clasament
| Deținător            | Dată start          | Dată stop           |
| -------------------- | ------------------- | ------------------- |
| Carlos Alcaraz (ESP) | Finalul anului 2022 | 29 ianuarie 2023    |
| Novak Djokovic (SRB) | 30 ianuarie 2023    | 19 martie 2023      |
| Carlos Alcaraz (ESP) | 20 martie 2023      | 2 aprilie 2023      |
| Novak Djokovic (SRB) | 3 aprilie 2023      | 21 mai 2023         |
| Carlos Alcaraz (ESP) | 22 mai 2023         | 11 iunie 2023       |
| Novak Djokovic (SRB) | 12 iunie 2023       | 25 iunie 2023       |
| Carlos Alcaraz (ESP) | 26 iunie 2023       | 10 septembrie 2023  |
| Novak Djokovic (SRB) | 11 septembrie 2023  | Finalul anului 2023 |

## Distribuția punctelor
Punctele se acordă după cum urmează:
| Categorie                       | C                     | F                                    | SF                                   | QF | R16 | R32 | R64 | R128 | Q | Q3 | Q2 | Q1 |
| Grand Slam (128S)               | 2000                  | 1200                                 | 720                                  | 360 | 180 | 90 | 45 | 10 | 25 | 16 | 8 | 0 |
| Grand Slam (64D)                | 2000                  | 1200                                 | 720                                  | 360 | 180 | 90 | 0 | – | 25 | – | 0 | 0 |
| ATP Finals (8S/8D)              | 1500 (max) 1100 (min) | 1000 (max) 600 (min)                 | 600 (max) 200 (min)                  | 200 pentru fiecare victorie în meciul round robin, +400 pentru o victorie în semifinală, +500 pentru victoria finală. | 200 pentru fiecare victorie în meciul round robin, +400 pentru o victorie în semifinală, +500 pentru victoria finală. | 200 pentru fiecare victorie în meciul round robin, +400 pentru o victorie în semifinală, +500 pentru victoria finală. | 200 pentru fiecare victorie în meciul round robin, +400 pentru o victorie în semifinală, +500 pentru victoria finală. | 200 pentru fiecare victorie în meciul round robin, +400 pentru o victorie în semifinală, +500 pentru victoria finală. | 200 pentru fiecare victorie în meciul round robin, +400 pentru o victorie în semifinală, +500 pentru victoria finală. | 200 pentru fiecare victorie în meciul round robin, +400 pentru o victorie în semifinală, +500 pentru victoria finală. | 200 pentru fiecare victorie în meciul round robin, +400 pentru o victorie în semifinală, +500 pentru victoria finală. | 200 pentru fiecare victorie în meciul round robin, +400 pentru o victorie în semifinală, +500 pentru victoria finală. |
| ATP Tour Masters 1000 (96S)     | 1000                  | 600                                  | 360                                  | 180 | 90 | 45 | 25 | 10 | 16 | – | 8 | 0 |
| ATP Tour Masters 1000 (56S/48S) | 1000                  | 600                                  | 360                                  | 180 | 90 | 45 | 10 | – | 25 | – | 16 | 0 |
| ATP Tour Masters 1000 (32D)     | 1000                  | 600                                  | 360                                  | 180 | 90 | 0 | – | – | – | – | – | – |
| Jocurile Olimpice (64S)         | –                     | –                                    | –                                    | – | – | – | – | – | – | – | – | – |
| ATP Tour 500 (48S)              | 500                   | 300                                  | 180                                  | 90 | 45 | 20 | 0 | – | 10 | – | 4 | 0 |
| ATP Tour 500 (32S)              | 500                   | 300                                  | 180                                  | 90 | 45 | 0 | – | – | 20 | – | 10 | 0 |
| ATP Tour 500 (16D)              | 500                   | 300                                  | 180                                  | 90 | 0 | – | – | – | 45 | – | 25 | 0 |
| ATP Tour 250 (56S/48S)          | 250                   | 150                                  | 90                                   | 45 | 20 | 10 | 0 | – | 5 | – | 3 | 0 |
| ATP Tour 250 (32S/28S)          | 250                   | 150                                  | 90                                   | 45 | 20 | 0 | – | – | 12 | – | 6 | 0 |
| ATP Tour 250 (16D)              | 250                   | 150                                  | 90                                   | 45 | 0 | – | – | – | – | – | – | – |
| United Cup                      | 500 (max)             | Pentru detalii, vezi United Cup 2023 | Pentru detalii, vezi United Cup 2023 | Pentru detalii, vezi United Cup 2023                                                                                  | Pentru detalii, vezi United Cup 2023                                                                                  | Pentru detalii, vezi United Cup 2023                                                                                  | Pentru detalii, vezi United Cup 2023                                                                                  | Pentru detalii, vezi United Cup 2023                                                                                  | Pentru detalii, vezi United Cup 2023                                                                                  | Pentru detalii, vezi United Cup 2023                                                                                  | Pentru detalii, vezi United Cup 2023                                                                                  | Pentru detalii, vezi United Cup 2023                                                                                  |

## Cele mai mari premii în bani în 2023
| Premii în US$ la data de 4 decembrie 2023 | Premii în US$ la data de 4 decembrie 2023 | Premii în US$ la data de 4 decembrie 2023 | Premii în US$ la data de 4 decembrie 2023 | Premii în US$ la data de 4 decembrie 2023 |
| #                                         | Jucător                                   | Simplu                                    | Dublu                                     | Total în 2023                             |
| ----------------------------------------- | ----------------------------------------- | ----------------------------------------- | ----------------------------------------- | ----------------------------------------- |
| 1                                         | Novak Djokovic                            | $15,936,097                               | $15,947                                   | $15,952,044                               |
| 2                                         | Carlos Alcaraz                            | $10,753,431                               | $0                                        | $10,753,431                               |
| 3                                         | Daniil Medvedev                           | $9,239,679                                | $0                                        | $9,239,679                                |
| 4                                         | Jannik Sinner                             | $8,298,379                                | $51,013                                   | $8,349,392                                |
| 5                                         | Andrei Rubliov                            | $5,120,571                                | $368,363                                  | $5,488,934                                |
| 6                                         | Alexander Zverev                          | $4,820,664                                | $104,438                                  | $4,925,102                                |
| 7                                         | Stefanos Tsitsipas                        | $4,700,015                                | $152,251                                  | $4,852,266                                |
| 8                                         | Holger Rune                               | $4,141,419                                | $22,511                                   | $4,163,930                                |
| 9                                         | Hubert Hurkacz                            | $3,805,176                                | $98,249                                   | $3,903,425                                |
| 10                                        | Taylor Fritz                              | $3,380,455                                | $95,648                                   | $3,476,103                                |

## Cele mai bune meciuri conform ATPTour.com

### Cele mai bune 5 meciuri din turneele de Grand Slam
|    | Turneu          | Rundă | Suprafață | Câștigător         | Adversar           | Rezultat                                |
| -- | --------------- | ----- | --------- | ------------------ | ------------------ | --------------------------------------- |
| 1. | Wimbledon       | F     | Iarbă     | Carlos Alcaraz     | Novak Djokovic     | 1–6, 7–6(8–6), 6–1, 3–6, 6–4            |
| 2. | Australian Open | R1    | Dură      | Andy Murray        | Matteo Berrettini  | 6–3, 6–3, 4–6, 6–7(7–9), 7–6(10–6)      |
| 3. | Australian Open | R2    | Dură      | Andy Murray        | Thanasi Kokkinakis | 4–6, 6–7(4–7), 7–6(7–5), 6–3, 7–5       |
| 4. | US Open         | R4    | Dură      | Alexander Zverev   | Jannik Sinner      | 6–4, 3–6, 6–2, 4–6, 6–3                 |
| 5. | Wimbledon       | R1    | Iarbă     | Stefanos Tsitsipas | Dominic Thiem      | 3–6, 7–6(7–1), 6–2, 6–7(5–7), 7–6(10–8) |

### Cele mai bune 5 meciuri din circuitul ATP
|    | Turneu                   | Rundă | Suprafață | Câștigător      | Adversar         | Rezultat                 |
| -- | ------------------------ | ----- | --------- | --------------- | ---------------- | ------------------------ |
| 1. | Cincinnati Open          | F     | Dură      | Novak Djokovic  | Carlos Alcaraz   | 5–7, 7–6(9–7), 7–6(7–4)  |
| 2. | ATP Finals               | RR    | Dură (i)  | Jannik Sinner   | Novak Djokovic   | 7–5, 6–7(5–7), 7–6(7–2)  |
| 3. | Miami Open               | SF    | Dură      | Jannik Sinner   | Carlos Alcaraz   | 6–7(4–7), 6–4, 6–2       |
| 4. | Adelaide International 1 | F     | Hard      | Novak Djokovic  | Sebastian Korda  | 6–7(8–10), 7–6(7–3), 6–4 |
| 5. | Indian Wells Open        | R4    | Dură      | Daniil Medvedev | Alexander Zverev | 6–7(5–7), 7–6(7–5), 7–5  |

## Retrageri
Mai jos sunt enumerați jucătorii notabili (câștigători ai unui titlu de turneu principal și/sau parte a Top 100 din clasamentul ATP la simplu sau primii 100 la dublu, timp de cel puțin o săptămână) care și-au anunțat retragerea din tenisul profesionist, au devenit inactivi (după ce nu au jucat mai mult de 52 de săptămâni) sau au fost interziși definitiv să joace, în sezonul 2023: 

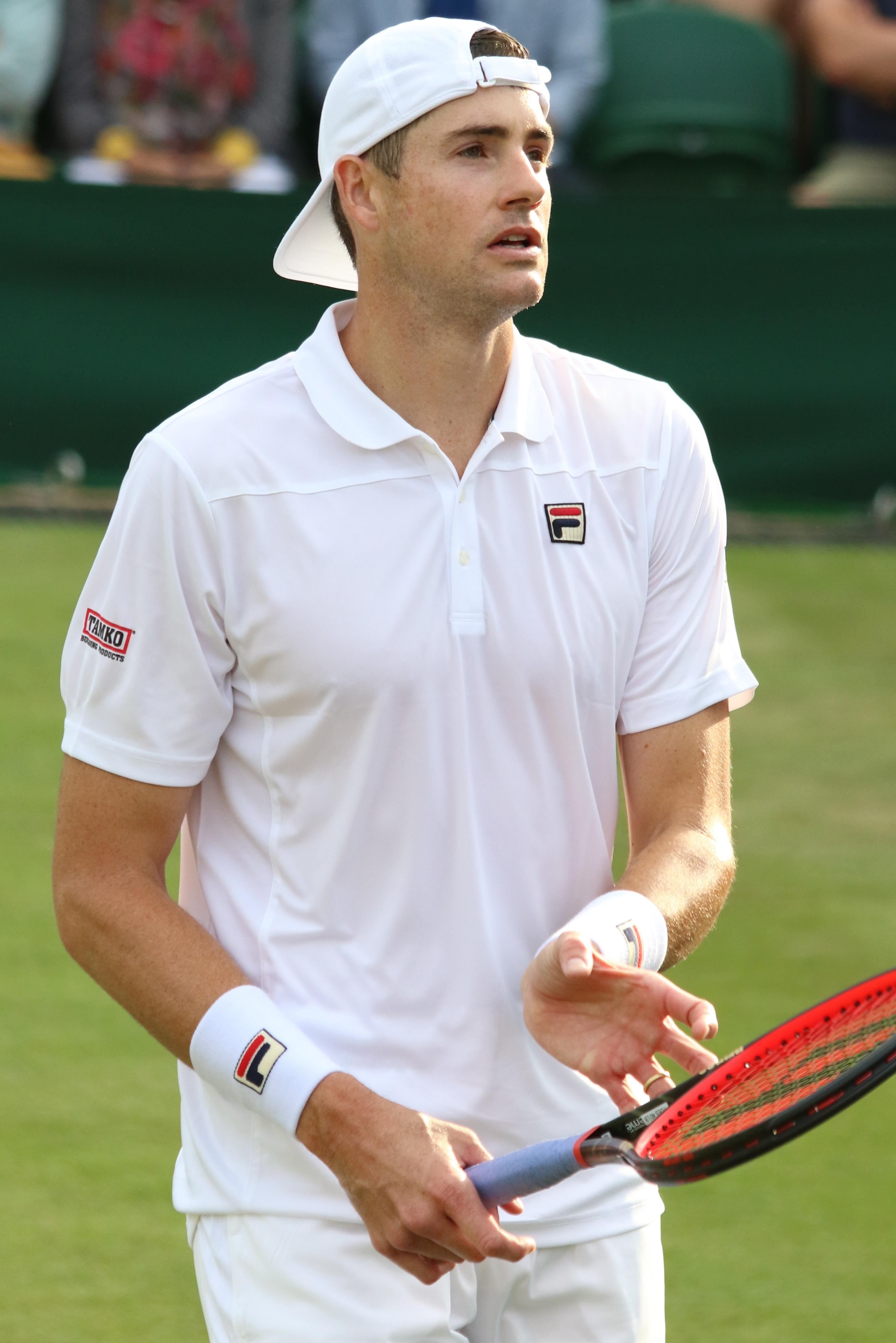
John Isner a ajuns pe locul 8 în carieră la simplu și pe locul 14 la dublu.

- Pablo Andújar a anunțat pe Instagram în decembrie 2022 că sezonul 2023 va fi ultimul său sezon în circuit.[20] A acceptat un wildcard pentru Barcelona Open Banc Sabadell 2023 și și-a luat rămas bun după ce a pierdut în prima rundă, sperând să mai joace un meci la Challenger-ul de acasă de la Valencia.[21][22]
- Matthias Bachinger s-a alăturat circuitului profesionist în 2005 și a ajuns pe locul 85 în carieră la simplu, în august 2011. În aprilie 2023, Bachinger și-a făcut ultima apariție la profesioniști la BMW Open.[23]
- Thomaz Bellucci (n. 30 decembrie 1987, Tietê, Brazilia) s-a alăturat turneului profesionist în 2005 și a ajuns pe locul 21 la simplu în iulie 2010 și nr. 70 la dublu în iulie 2013. A câștigat 4 de titluri la simplu și 1 titlu la dublu. Bellucci a anunțat la 12 ianuarie că Rio Open va fi ultimul său turneu.[24]
- Juan Sebastián Cabal s-a alăturat turneului profesionist în 2005 și a ajuns pe locul 1 la dublu în iulie 2019. A câștigat douăzeci de titluri de dublu în carieră. Cabal a fost de trei ori campion de Grand Slam, câștigând Wimbledon 2019 și US Open 2019 la dublu masculin cu Robert Farah, precum și Australian Open 2017 la dublu mixt cu Abigail Spears. Trebuia să se retragă din tenisul profesionist după participarea la Open Bogotá 2023, dar în cele din urmă s-a retras din cauza unei accidentări la spate. El a jucat ultimul său meci la Jocurile Naționale din Columbia.[25][26]
- Jérémy Chardy și-a anunțat retragerea la Wimbledon 2023 la 3 iulie.
- Thomas Fabbiano și-a anunțat retragerea în martie 2023 [27]
- Robert Farah s-a alăturat turneului profesionist în 2010 și a ajuns pe  locul 1 la dublu în iulie 2019. A câștigat 19 titluri la dublu. Farah a fost campion de Grand Slam de două ori, câștigând Wimbledon Championships 2019 și US Open 2019 la dublu masculin alături de Juan Sebastián Cabal. Va juca ultimul său meci profesionist la Open Bogotá 2023.[25]
- Peter Gojowczyk s-a alăturat turneului profesionist în 2006 și a ajuns pe  locul 39 la simplu în iunie 2018. A câștigat un singur titlu ATP. Gojowcyk și-a anunțat retragerea din tenisul profesionist la 6 noiembrie 2023 și și-a făcut ultima apariție la profesioniști la Moselle Open 2023.[28][22][29]

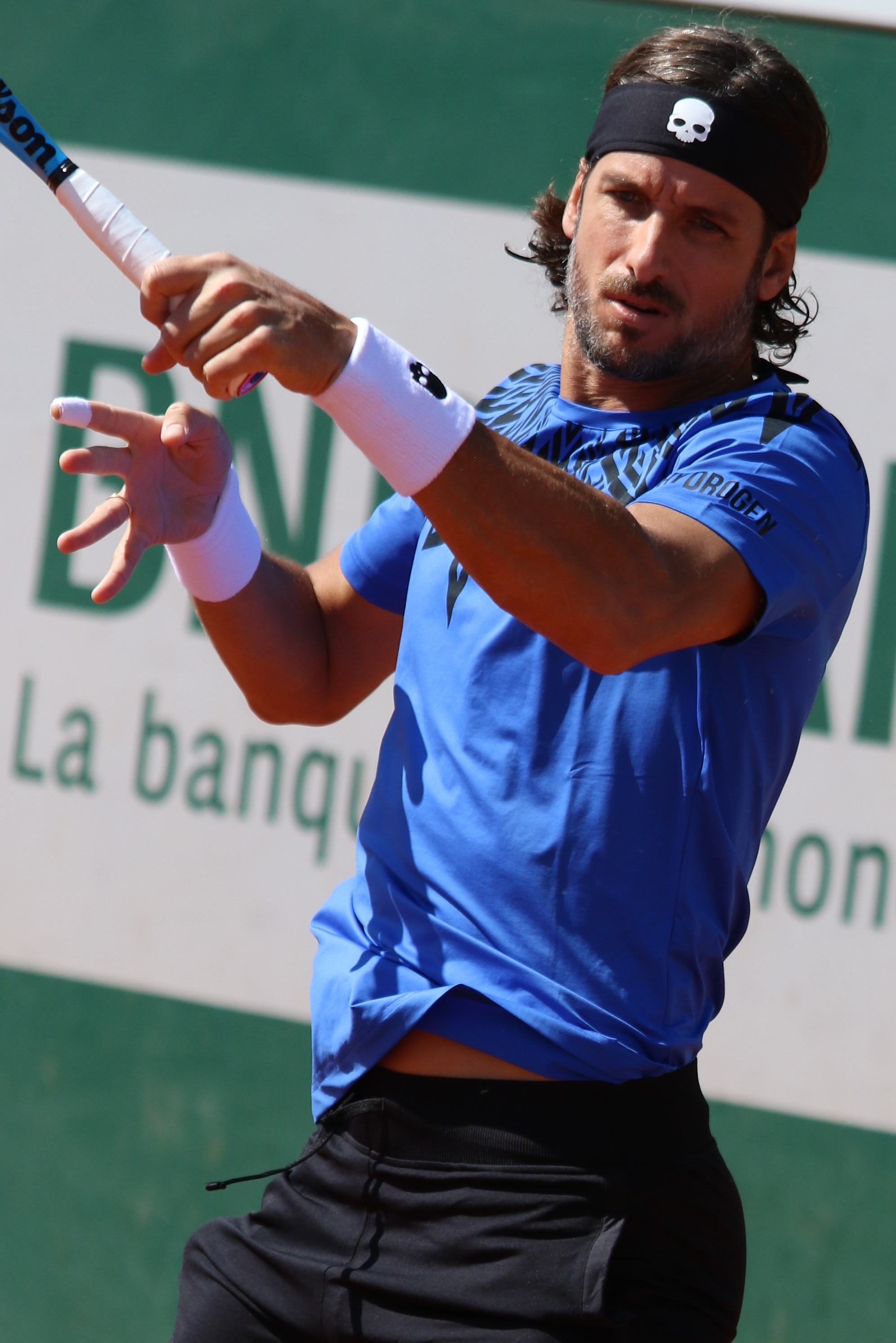
López a ajuns pe locul 12 în carieră la simplu și pe locul 9 la dublu.

- Treat Huey s-a alăturat turneului profesionist în 2008 și a ajuns nr. 18 la dublu în iulie 2016. A câștigat opt titluri la dublu în carieră între 2012 și 2017, iar cea mai bună performanță de Grand Slam a obținut-o la Wimbledon 2016, ajungând în semifinale alături de partenerul său Max Mirnyi, an în care s-au calificat și la ATP Finals 2016. Huey a jucat ultimul său meci de dublu la profesioniști la Washington Open 2023 cu partenerul Marcos Giron în turneul de calificare, unde a pierdut în prima rundă.[30]
- John Isner s-a retras la US Open 2023.
- Malek Jaziri (n. 20 ianuarie 1984, Bizerte, Tunisia) s-a alăturat turneului profesionist în 2003 și a ajuns nr. 42 la simplu și nr. 73 la dublu în august 2019. Jaziri și-a anunțat retragerea la Dubai Tennis Championships, unde a pierdut în prima rundă în fața lui Alejandro Davidovici Fokina.[31][32]
- Bradley Klahn s-a alăturat turneului profesionist în 2012 și a ajuns nr. 63 la simplu în martie 2014. În august 2023, Klahn și-a făcut ultima apariție la profesioniști la Golden Gate Open 2023.[33]
- Feliciano López (n. 20 septembrie 1981, Toledo, Spania) s-a alăturat turneului profesionist în 1997. López a ajuns nr. 12 mondial la simplu în martie 2015 și a câștigat 7 titluri ATP. La dublu a ajus nr. 9 mondial în noiembrie 2016 după ce a câștigat French Open alături de partenerul său Marc López, singurul său titlu major. López a reprezentat Spania în Cupa Davis și și-a ajutat țară să câștige patru titluri de Cupa Davis. În 2022, López a înregistrat cea de-a 79-a apariție consecutivă de Grand Slam la Australian Open și cea de-a 81-a apariție generală de Grand Slam la Wimbledon, un record pe care îl împarte cu Roger Federer. López a anunțat la 1 ianuarie că sezonul 2023 va fi ultimul său sezon, după 25 de ani pe circuit.[34][35] Într-un interviu din februarie pentru ziarul spaniol Marca, el a dezvăluit că spera să facă ultima sa apariție profesională la Queen's Club Championships în iunie.[36][37][38]
- Guido Pella s-a alăturat turneului profesionist în 2007. A ajuns pe locul 20 la simplu în august 2019 și a câștigat un singur titlu. În septembrie 2023, Pella și-a anunțat retragerea din tenisul profesionist.[39][40]
- Jack Sock s-a retras la US Open 2023.[41]
- Pedro Sousa și-a anunțat retragerea la Oeiras Challenger 125 în aprilie 2023.[42]
- Yūichi Sugita js-a alăturat turneului profesionist în 2006. A ajuns pe locul 36 la simplu în octombrie 2017 i a câștigat un singur  titlu ATP. În iulie 2023, Sugita și-a anunțat retragerea din tenisul profesionist.[43]
- Mikael Ymer și-a anunțat retragerea în august 2023.[44]